# Латвия
Ла́твия (латыш. Latvija [ˈlatvija]), официальное название — Латви́йская Респу́блика (латыш. Latvijas Republika) — государство в Северной Европе.
Территория республики составляет 64 589 км² (122-е место в мире). Протяжённость с севера на юг — 250 км, а с запада на восток — 450 км. Латвия граничит с Эстонией на севере, с Россией — на востоке, с Беларусью — на юго-востоке, и с Литвой — на юге.
Столица и крупнейший город — Рига, другие крупные города — Даугавпилс, Лиепая, Елгава, Юрмала. Государственный язык — латышский.
По оценке на 1 января 2024 года, в Латвии насчитывалось 1 871 882 жителя (что на 11 126 человек меньше, чем на начало 2023 года).
Латвия — унитарное государство и парламентская республика. Глава государства — президент, которым ныне является Эдгар Ринкевич (с 8 июля 2023 года). Премьер-министр Латвии — Эвика Силиня (с 15 сентября 2023 года).
Экономика республики основывается на логистике, банковском обслуживании, туризме и пищевой промышленности. Объём ВВП по паритету покупательной способности за 2023 год составил 78,970 млрд $ (ВВП по ППС — 41 938 $ и по номиналу — 23 176 $ на душу населения). Денежная единица — евро.
Независимость Латвии была провозглашена 18 ноября 1918 года. С 5 августа 1940 года и до 21 августа 1991 года республика входила в состав СССР.
Член ООН с 17 сентября 1991 года, Европейского союза с 1 мая 2004 года, НАТО — с 29 марта 2004 года, ОЭСР — с июня 2016 года. Входит в Шенгенскую зону и Еврозону.

## Этимология
Название «Латвия» пришло в латышский язык из литовского, в котором оно образовалось от этнонима латышей — латвяй (лит. latviai). В латышскую литературу термин «Латвия» ввёл поэт Аусеклис.
Впервые похожее название в форме Леттия (Lettia, Letthia, Leththia) встречается в «Хронике» Генриха Латвийского (1209) при описании военных действий немецких рыцарей против ерсикского князя Всеволода (Висвалдиса), первоначально — для обозначения населённых латгалами территорий (Герсикское и Кукенойсское княжества). В 1211 году, при разделе этих земель между Рижским архиепископством и Ливонским орденом, все эти земли стали называть Леттией (Letthia). Это название было впервые упомянуто в папской булле от 20 октября 1210 года и впоследствии регулярно встречалось в документах до XIV века, а в XV веке было окончательно вытеснено наименованием «Ливония» (средненемецкое Lyflant, Ifland).
Слово «Латвия» для наименования всех латышских территорий впервые употребил вильяндский священник Дионисий Фабрициус в своей хронике «Livonicae historiae compediosa series», оконченной в 1611 году. После этого термин «земля латышей» упоминали священники Георг Манцель (latviešu zeme, Lettus, 1638) и Якоб Ланге (latviska zeme, Lexicon, 1777); Старший Стендер упоминал словосочетание Latvju zeme (Lexicon, 1789).
В широкое употребление термин «Латвия» вошёл после отмены крепостного права в Лифляндской и Курляндской губерниях, когда в среде говоривших по-латышски крестьян началось становление национального самосознания. Юрис Алунанс в 1857 году предложил использовать название Латва, а затем, так же как в литовском языке, добавил к нему окончание -ija. Попавшие под влияние немцев латыши вначале использовали термин «Балтия», производный от неологизма Baltenland, заменившего старейшее понятие Ostseeprovinzen. В торжественной песне Карлиса Бауманиса «Боже, благослови Латвию!» первоначально говорилось не о Латвии, а о Балтии. Балтия также фигурировала, наравне с Латвией, в эпосе Андрея Пумпура «Лачплесис».
Политический оттенок термин «Латвия» приобрёл во время революции 1905 года, а затем получил хождение за рубежом усилиями эмигрантов (Райнис, К. Скалбе). Окончательно он утвердился во время Первой мировой войны, в связи с формированием частей латышских стрелков и борьбой за независимость.

## Физико-географическая характеристика

### Географическое положение

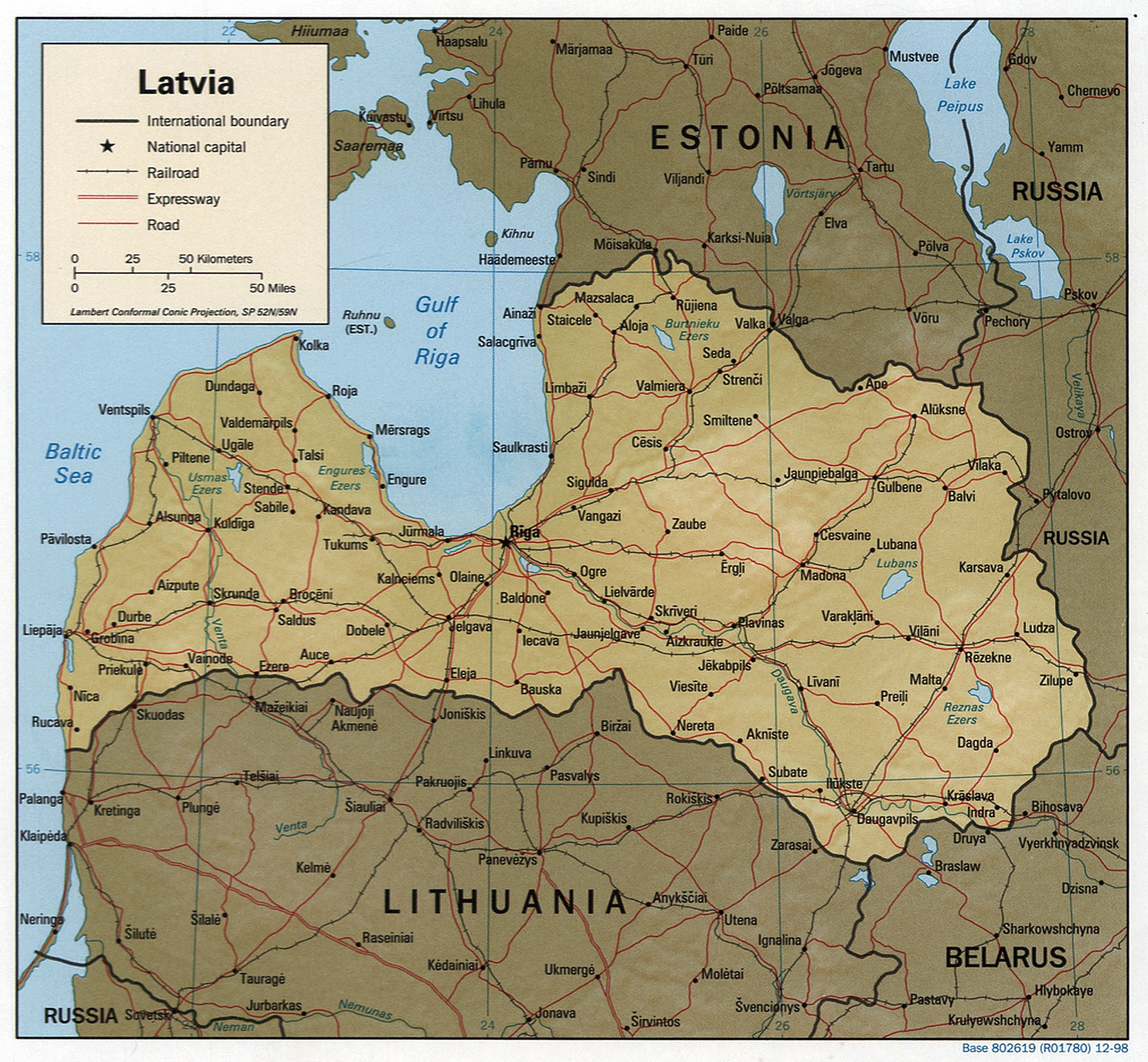
Карта Латвии

Территория Латвии составляет 64 589 км² (122-е место по площади среди стран мира). Общая протяжённость границ — 1150 км. Омывается Балтийским морем (длина побережья — 531 км) и Рижским заливом на западе, граничит с Эстонией на севере (343 км), с Литвой на юге (588 км), с Россией (246 км) и Беларусью (161 км) на востоке.
Рельеф равнинный, возвышенности перемежаются с низменностями:
1. Видземская возвышенность (высшая точка — холм Гайзинькалнс, 312 м);
2. Латгальская возвышенность (высшая точка — холм Лиелайс Лиепукалнс, 289 м);
3. Алуксненская возвышенность (высшая точка — холм Делинькалнс, 272 м);
4. Куршская возвышенность (высшая точка — холм Криевукалнс (Русская гора), 189 м);
5. Аугшземская возвышенность (высшая точка — холм Эглюкалнс, 220 м);

Самая протяжённая низменность — Приморская.

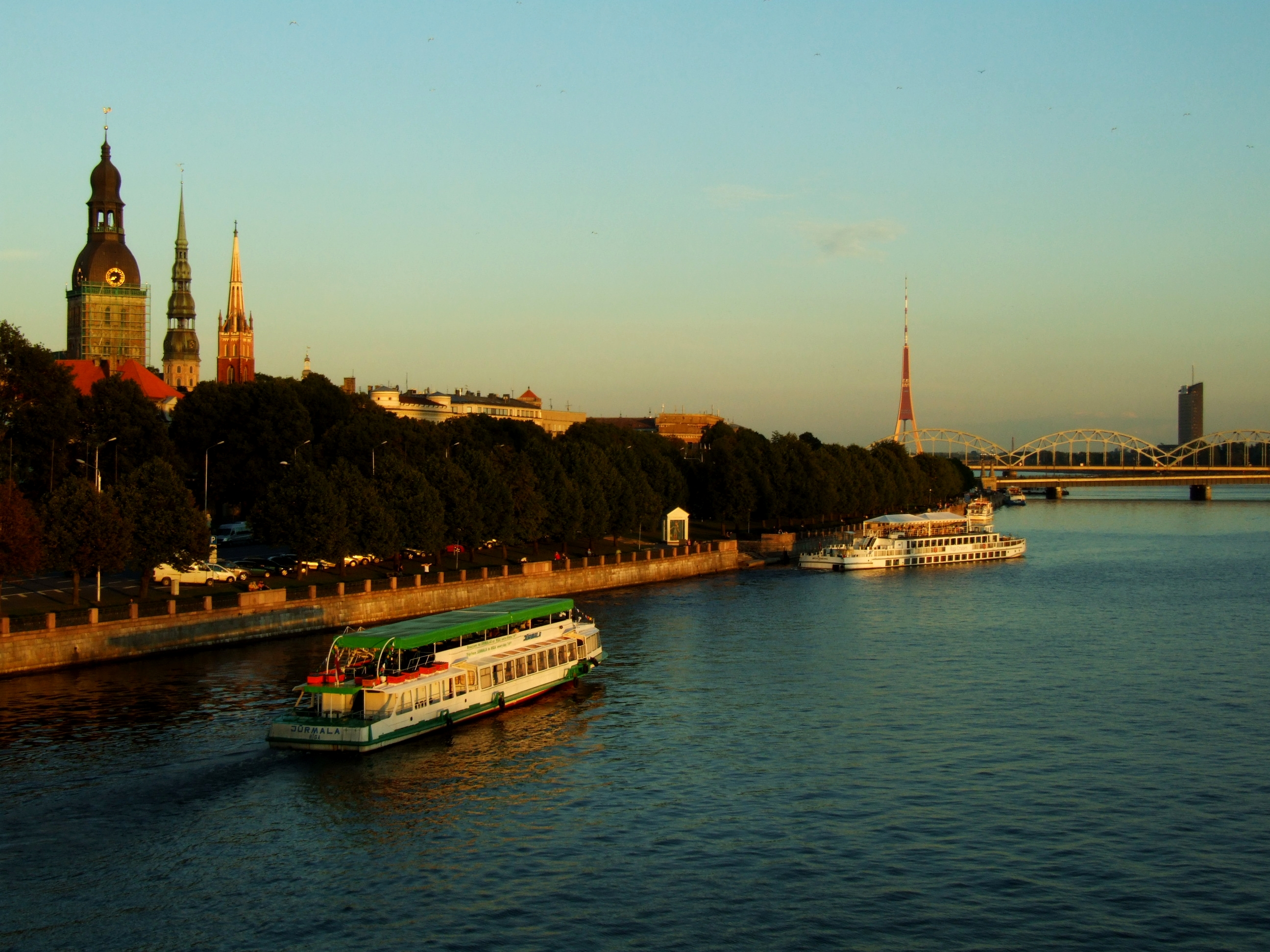
Река Даугава в Риге

Всего в Латвии насчитывается 2585 рек и 2288 озёр.
Самые длинные реки:
|   | Название | Место впадения  | Длина по Латвии, км | Общая длина, км |
| - | -------- | --------------- | ------------------- | --------------- |
| 1 | Гауя     | Рижский залив   | 452                 | 452             |
| 2 | Даугава  | Рижский залив   | 352                 | 1020            |
| 3 | Огре     | Даугава         | 188                 | 188             |
| 4 | Вента    | Балтийское море | 178                 | 346             |
| 5 | Иецава   | Лиелупе         | 155                 | 155             |

Самые крупные озёра:
|   | Название         | Площадь, км² | Длина, км |
| - | ---------------- | ------------ | --------- |
| 1 | Лубанс           | 80,7         | 15,6      |
| 2 | Разна            | 57,56        | 12,1      |
| 3 | Энгурес          | 40,46        | 17,9      |
| 4 | Буртниекс        | 40,07        | 13,3      |
| 5 | Лиепайское озеро | 37,15        | 16,2      |

Самое глубокое озеро — Дридзис (65,1 м).
Основные природные ресурсы Латвии: песок, щебень, торф, доломит, известняк, глина, гипс, водные ресурсы, лес. Ведётся разведка нефтяных месторождений на шельфе Балтийского моря и испытательная добыча нефти в Курземском регионе.
Кроме этого, на латвийском побережье местные жители периодически находят янтарь.

### Климат

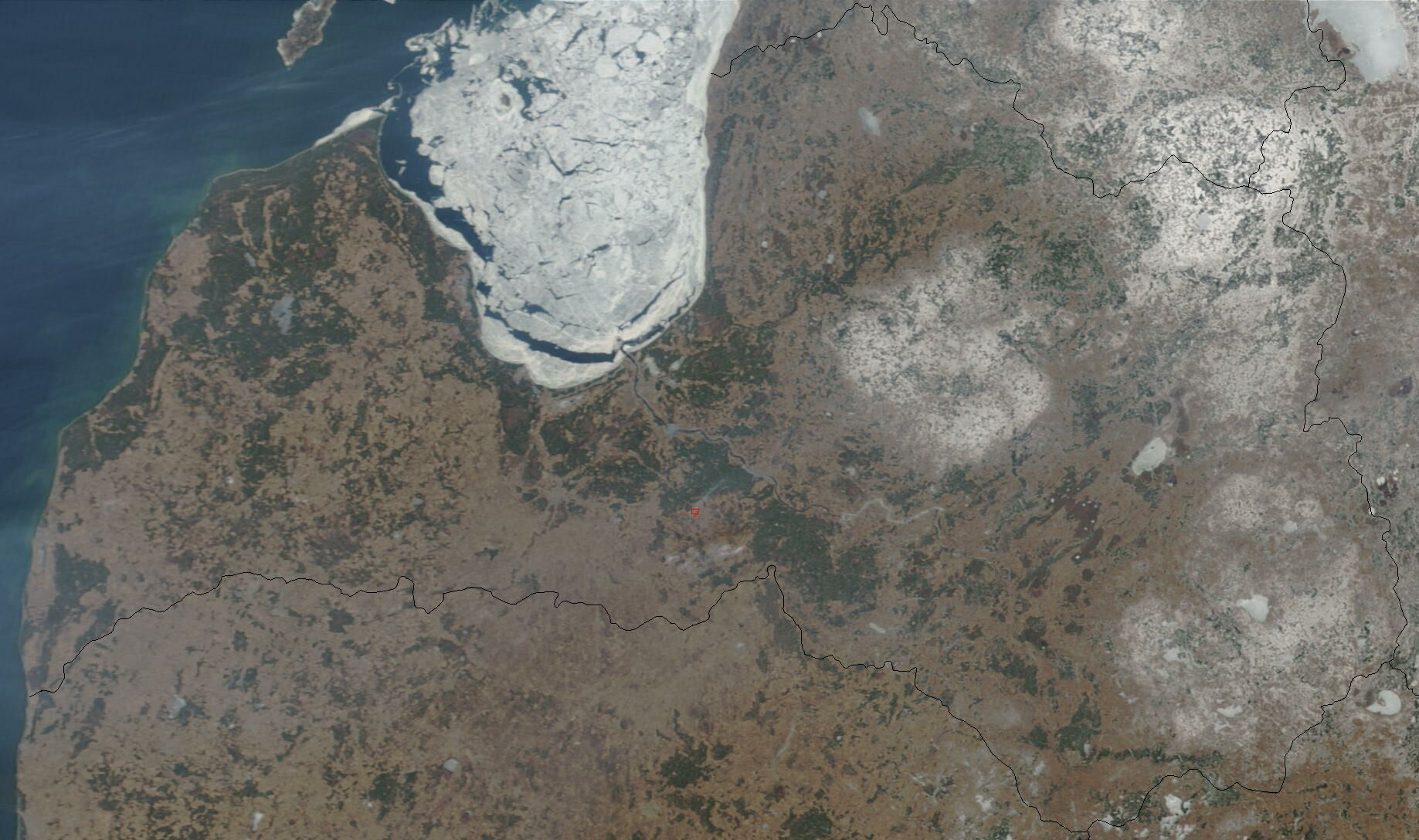
Снимок, сделанный со спутника в марте 2003 года. Рижский залив покрыт льдом

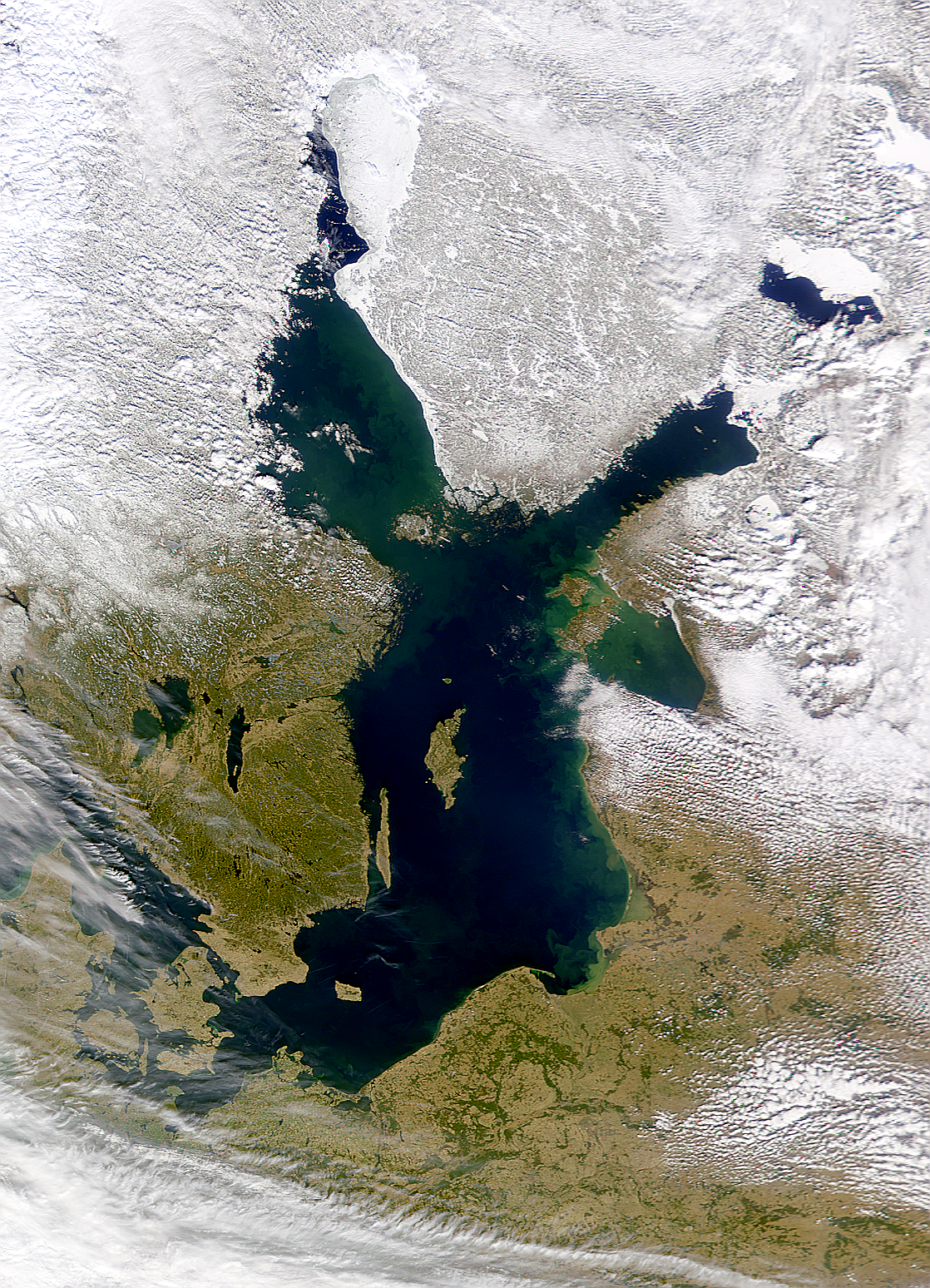
Балтийское море в марте 2000 года (НАСА)

Климат имеет переходный характер от морского к континентальному, который смягчается близостью к Балтийскому морю. Преобладающие юго-западные ветра приносят со стороны Атлантики значительное количество осадков — 500—800 мм в год. Небо часто затянуто облаками, число солнечных дней — всего 30—40 в год. Самый солнечный и сухой месяц — май.
Лето часто прохладное и дождливое, выше нуля температура держится 125—155 дней в году. Средняя температура июля +15…+17 °C, иногда случаются аномалии (до +32 °C), как в середине 1990-х годов. Зима длится с середины декабря по середину марта. В январе средняя температура составляет от −3 до −7 °C, изредка падая до −20 °C.
| Средняя температура Латвии в 2022 году: |      |      |      |      |      |       |       |       |       |      |      |      |
| Месяц                                   | Янв  | Фев  | Март | Апр  | Май  | Июнь  | Июль  | Авг   | Сен   | Окт  | Нояб | Дек  |
| Средняя температура (°C):               | −0,9 | +0,4 | +0,9 | +4,9 | +9,9 | +16,9 | +17,6 | +19,8 | +10,1 | +9,2 | +2,5 | -3,1 |

| Рекорд                                 | Значение          | Место                    | Дата                 |
| -------------------------------------- | ----------------- | ------------------------ | -------------------- |
| Самая высокая температура              | 37,8 °C           | Вентспилс                | 4 августа 2014 года  |
| Самая низкая температура               | −43,2 °C          | Даугавпилс               | 8 февраля 1956 года  |
| Больше всего осадков за год            | 1007 мм           | Приекульская волость     | 1928 год             |
| Меньше всего осадков за год            | 384 мм            | Айнажи                   | 1939 год             |
| Больше всего осадков за день           | 160 мм            | Вентспилс                | 9 июля 1973 года     |
| Самая высокая месячная норма осадков   | 330 мм            | Ницская волость          | август 1972 года     |
| Самая низкая месячная норма осадков    | 0 мм              | Большая часть территории | май 1938 года        |
| Самый толстый снежный покров           | 126 см            | Гайзинькалнс             | март 1931 года       |
| Месяц с наибольшим количеством метелей | 19 дней           | Лиепая                   | февраль 1956 года    |
| Большинство дней с туманом за год      | 143 дня           | Гайзинькалнская волость  | 1946 год             |
| Самое высокое атмосферное давление     | 799,5 мм          | Лиепая                   | январь 1907 года     |
| Самое низкое атмосферное давление      | 699,7 мм          | Видземская возвышенность | 13 февраля 1962 года |
| Большинство дней с грозами за год      | 52 дня            | Видземская возвышенность | 1954 год             |
| Сильнейший ветер                       | 34 м/с, до 48 м/с | Не указан                | 2 ноября 1969 года   |

### Флора и фауна

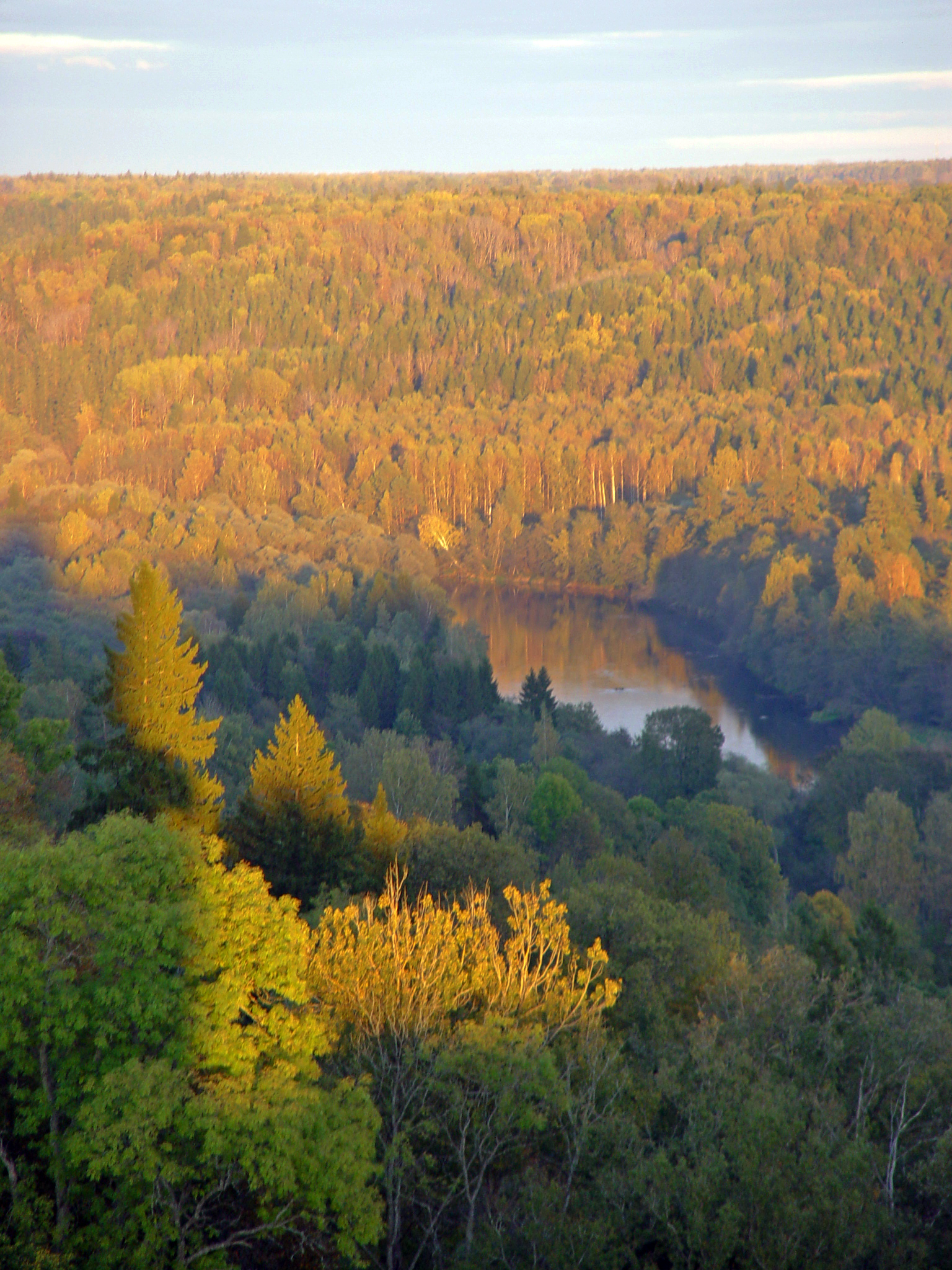
Латвия занимает 4-е место в ЕС по доле территории, покрытой лесами

Флора в Латвии развивалась примерно 10—15 тыс. лет после последнего ледникового периода.
Поля образовались из-за вырубки лесов, постоянной косьбы или выпаса скота. Естественные поля составляют всего 1 % от территории Латвии.
Болота занимают 10 % территории. Большая их часть расположена в Прибрежной низменности и Восточной Латвии. Болота начали образовываться уже с окончания ледникового периода, однако преобладающая их часть возникла уже после ледникового периода. Они продолжают развиваться и по сей день, превращаясь в водоёмы или в высохшую местность.
В Латвии описаны 1304 собственных вида растений и 633 вида ввезённых.
Фауна Латвии типична для Северной Европы. Млекопитающих насчитывается 62 вида, из них 19 — могут случайно появляться на территории Латвии, к примеру: обыкновенный, или пятнистый, тюлень, обыкновенная морская свинья и средняя бурозубка. Встречаются примерно 300 видов птиц (некоторые являются редкими в других странах, например, орлан-белохвост, змееяд, чёрный аист), а также 29 видов рыб. Известно примерно 17 500 видов беспозвоночных животных, но возможно в Латвии могут встречаться ещё 12 000 видов. Количество видов рептилий и земноводных из-за малопригодных для их жизни климатических условий невелико — всего 20 видов (13 видов земноводных и 7 — рептилий).

### Экология
Природа Латвии довольно разнообразна, количество природных ресурсов на душу населения превышает среднеевропейские показатели. На одного жителя приходится в 10 раз больше земли, чем в Нидерландах, в 10 раз больше возобновляемых водных ресурсов, чем в среднем в мире. Лесных массивов в сотни раз больше на человека, чем во многих европейских странах. Умеренный климат и уравновешенные геологические условия защищают территорию от катаклизмов.
В целом экологическая обстановка благоприятная, производится регулярный экологический мониторинг. В 2012 году Латвия заняла 2-е место в мире (после Швейцарии) по индексу экологической деятельности.

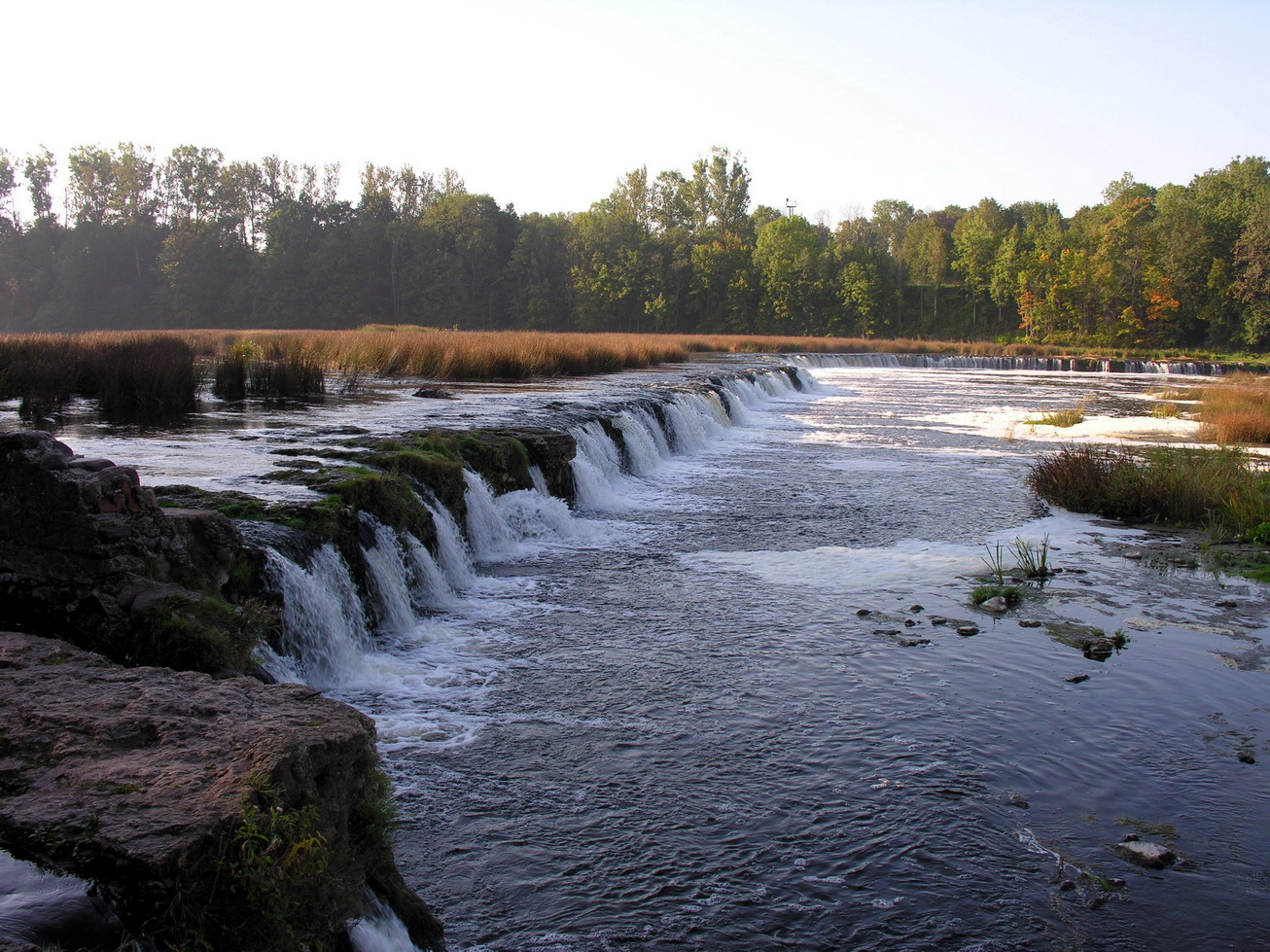
Водопад на реке Венте в Кулдиге
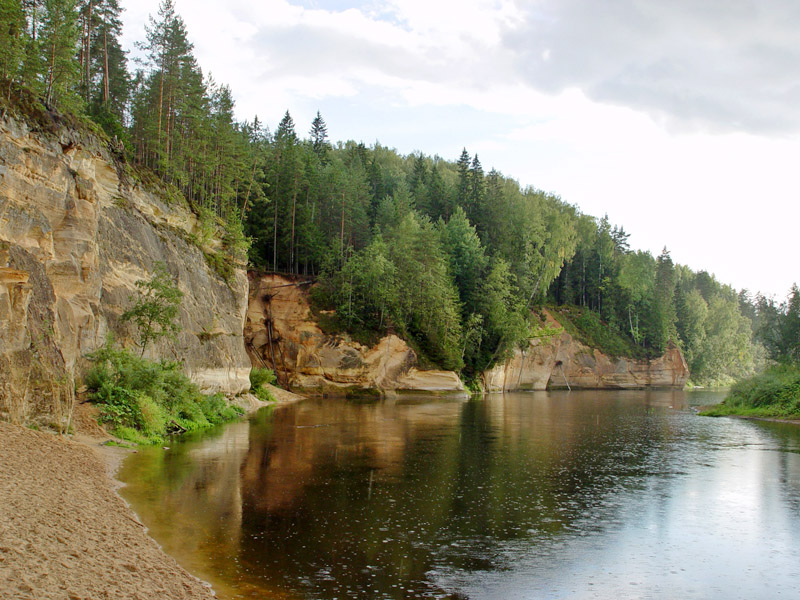
Национальный парк Гауя
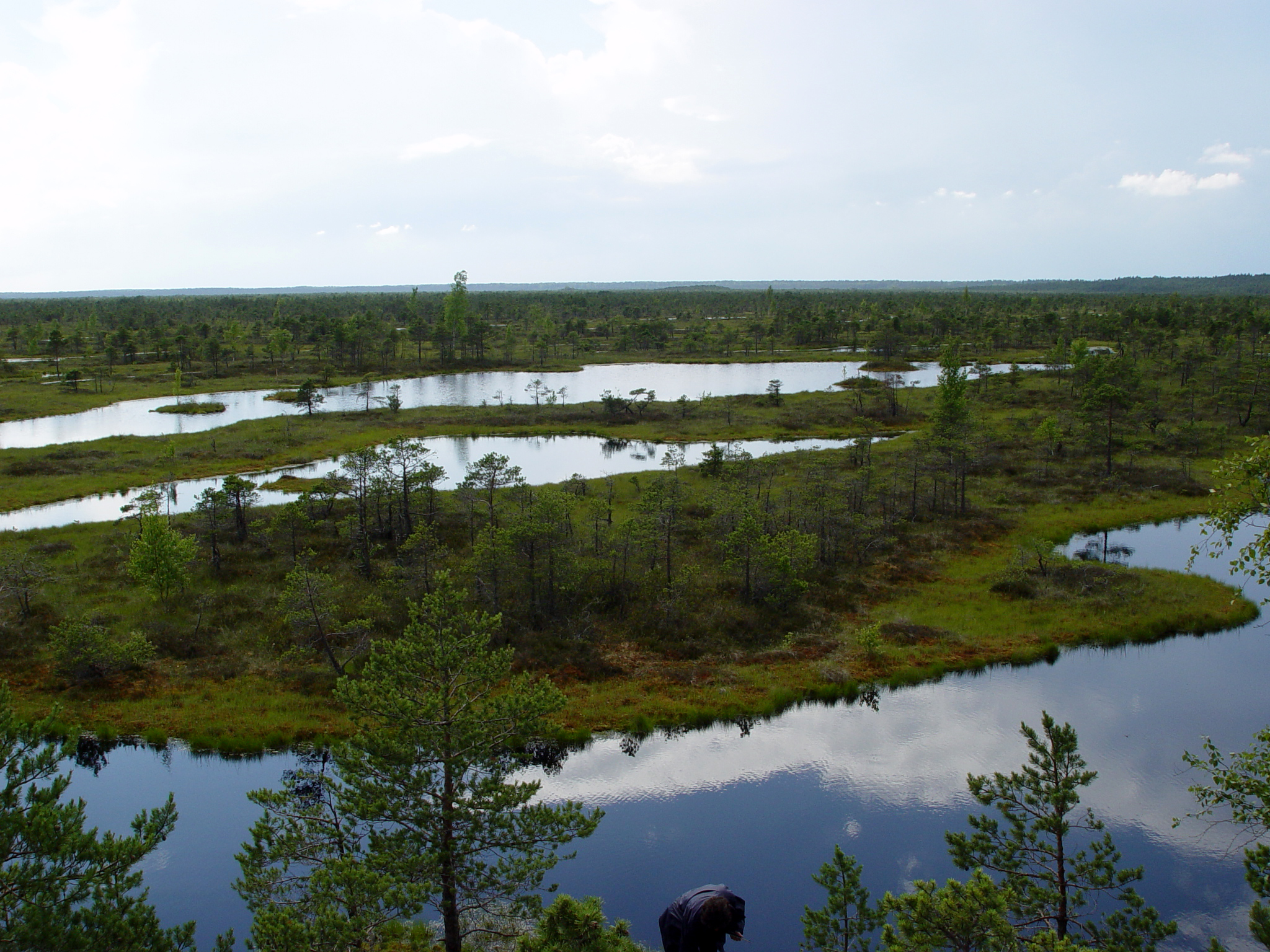
Национальный парк Кемери
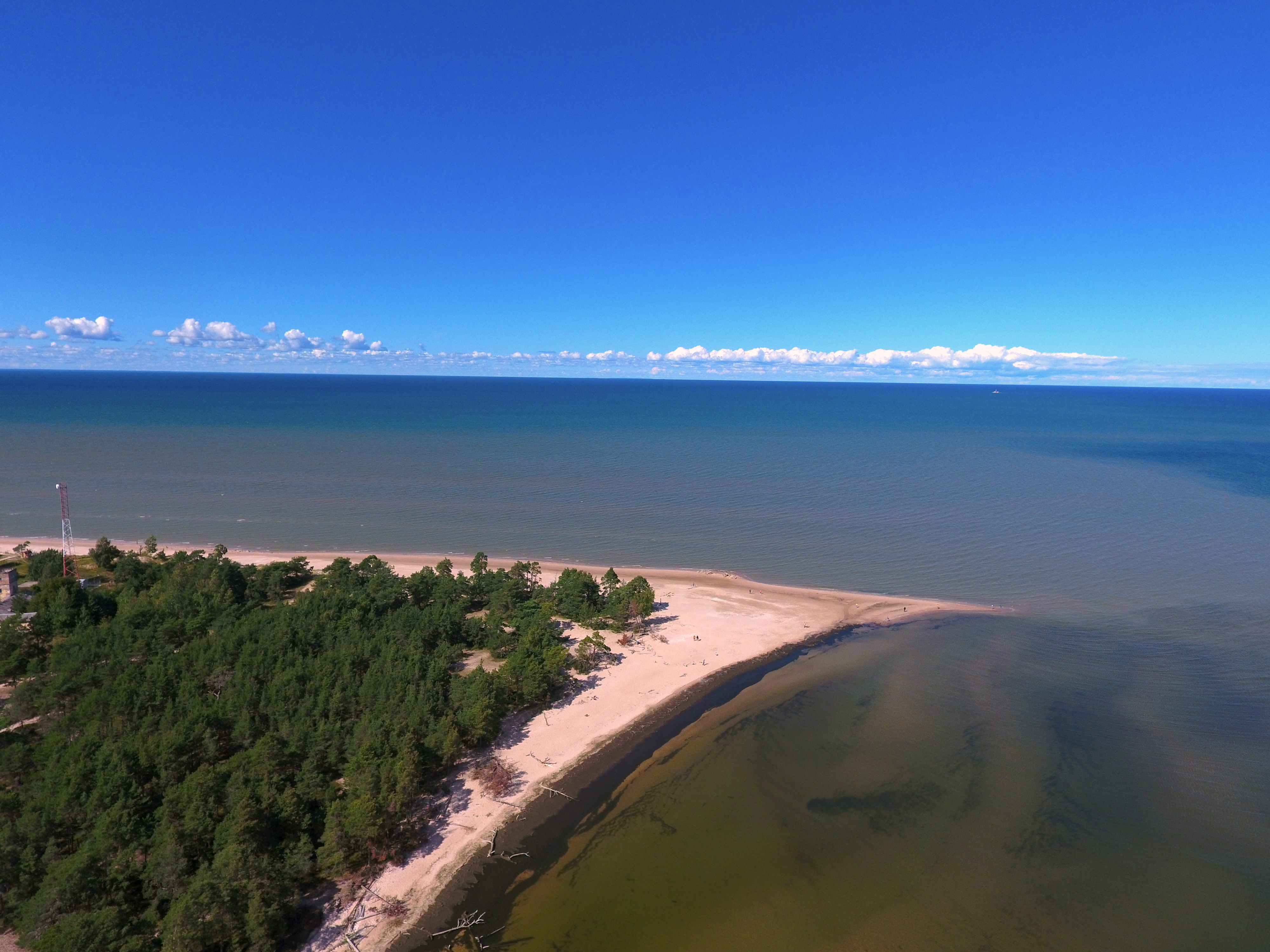
Мыс Колка

## История

### До XIII века

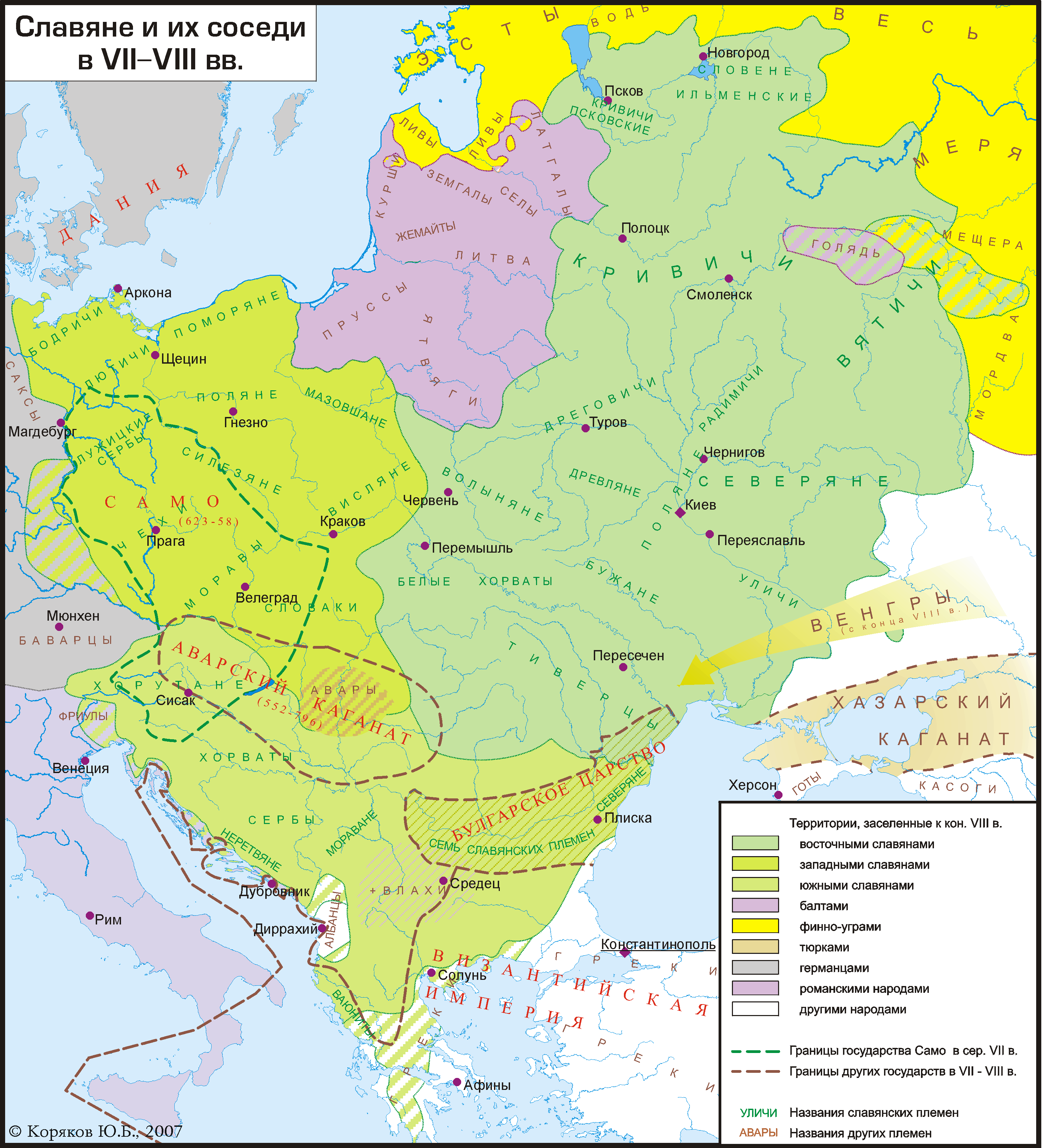
Карта балтийских, финно-угорских и славянских археологических культур на конец VIII века

Примерно в третьем тысячелетии до н. э. на территорию современной Латвии пришли финно-угорские племена ямочно-гребенчатой керамики (лингвистическими потомками которых являлись исторические ливы). Не позже 1-го тысячелетия до н. э. там расселились балтские племена культуры штрихованной керамики.
В период феодальной раздроблённости на Руси и возникновения уделов ливонские земли по Западной Двине находились в зависимости от Полоцкого княжества, которому они были подчинены в правление князя Всеслава Брячиславича (1044—1101). Согласно сообщению летописцев, ливы платили дань полоцким князьям, курши — королям Швеции.
В 1184 году католический миссионер Мейнард фон Зегеберг, с разрешения князя Владимира Полоцкого, начал проповедовать христианство на его вассальных землях — у ливов. Спустя два года бременский архиепископ Гартвиг II возвёл Мейнарда в сан епископа и создал первую в Ливонии епархию под его началом. 1 октября 1188 года папа римский Клемент III утвердил Мейнарда в епископском сане, а созданное епископство отдал в подчинение бременскому епископу. Ливы, однако, не очень охотно переходили в христианство и бунтовали против власти епископа, убив преемника Мейнарда, епископа Бертольда.

### XIII—XV века

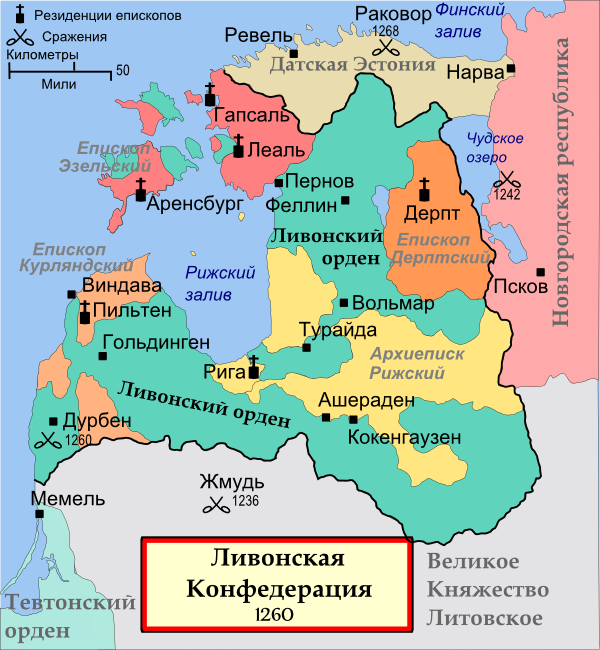
Карта Ливонской конфедерации 1260 года

В 1201 году епископ Альберт Буксгевден основал город Ригу. Для укрепления своей власти он же основал Орден меченосцев (после разгрома в битве при Сауле — Ливонский орден в составе Тевтонского ордена), впоследствии ставшего самостоятельной политической и экономической силой. Орден и епископ вели борьбу друг с другом за политическую гегемонию в Ливонии. В 1209 году епископ и Орден договорились о разделе контролируемых земель между собой. На карте Европы появилось государственное образование немецких рыцарей-крестоносцев — Ливония (по названию местного этноса — ливов). В её состав вошли территории, на которых сегодня расположены Эстония и Латвия. Контроль Полоцкого княжества над его бывшими уделами на территории Латвии (Кукейнос и Герцике) был утрачен.
В 1254 году произошёл новый раздел ливонских земель — по договору между Рижским архиепископством, его соборным капитулом и Ливонским орденом. Многие ливонские города в дальнейшем стали членами процветавшего северноевропейского торгового союза — Ганзы.

### XVI век

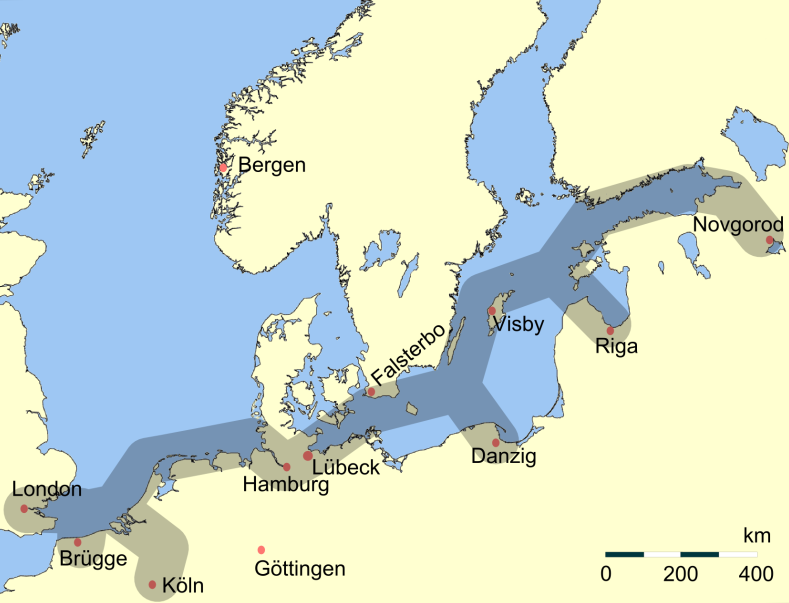
В 1282 году Рига стала членом Ганзейского союза

Первый печатный текст на латышском появляется в католическом церковном справочнике — в книге «Agenda» (1507 год, Лейпциг).
Рижане тоже активно участвовали в Реформации, уже в 1517 году в Ригу прибыл проповедник идей Лютера Андреас Кнопкен. В 1524 году в рижском соборе Святого Иакова возник первый в городе лютеранский приход. В 1530 году Николаус Рамм впервые перевёл отрывки из Библии на латышский язык. После некоторых конфликтов (в том числе вооружённых) в 1554 году магистр Ливонского ордена Вальтер фон Плеттенберг провозгласил свободу вероисповедания в Ливонии.
В это же время о своих претензиях на Ливонию заявил русский царь Иван IV Грозный. Как предлог был предъявлен протест о неуплате дани с Юрьева, установленной после русско-ливонской войны 1480—1481 годов и русско-ливонским договором 1503 года, а также притеснение русских купцов. Балтийские немцы первоначально просили отменить дань, а на переговорах в декабре 1557 года договорились о погашении долга в размере 30 тыс. венгерских золотых (что равнялось 45 тыс. талеров или 18 тыс. рублей), в дальнейшем платить по 1000 венгерских золотых в год, однако обещания не сдержали. Это послужило поводом для начала войны. Вторгшись на территорию Ливонии в 1558 году, уже в августе 1560 года Иван Грозный разгромил разобщённые силы ордена в битве при Эргеме. Продлившаяся 25 лет Ливонская война завершилась в 1583 году Плюсским перемирием. В результате Ливонский орден прекратил существование, а его территория была разделена между Речью Посполитой, Швецией (север нынешней Эстонии) и Данией (ей достался остров Эзель). Земли Ливонского ордена к северу от Западной Двины стали Задвинским герцогством, напрямую управлявшимся Польшей, а земли к югу стали вассальным государством Речи Посполитой — Курляндским герцогством.

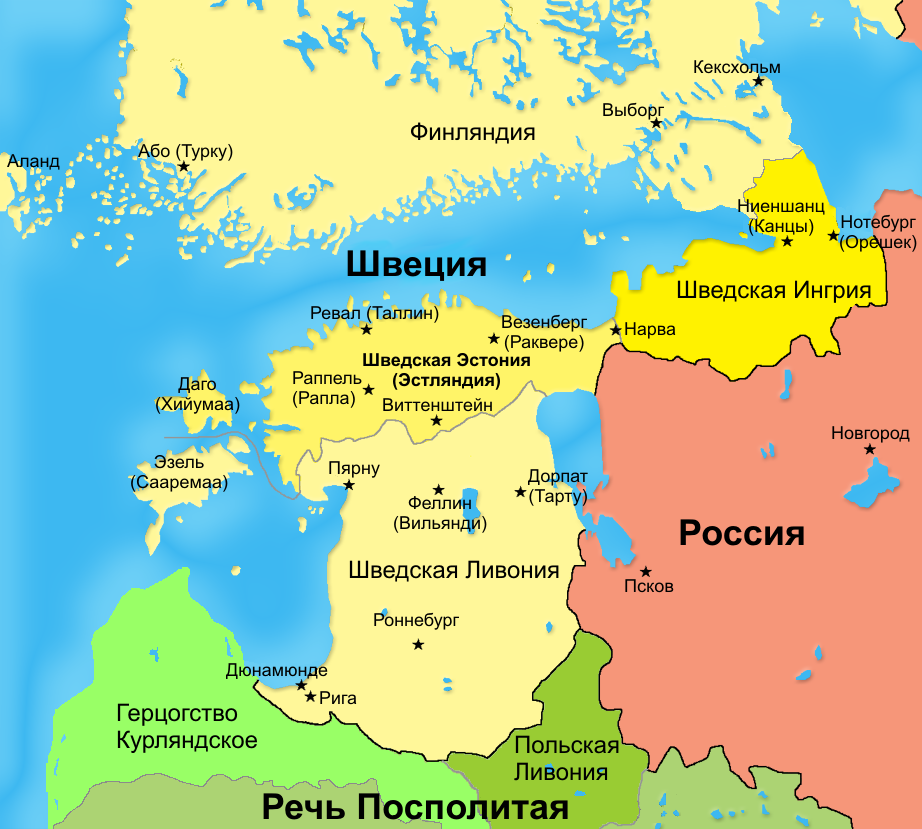
Прибалтийские провинции Швеции в XVII веке

### XVII век
В результате польско-шведских войн Задвинское герцогство прекратило своё существование. Бо́льшая его часть отошла под контроль Швеции (Шведская Ливония), а юго-восточная часть была преобразована в Инфлянтское воеводство Речи Посполитой.
В XVII веке в результате консолидации латгалов, селов, земгалов, куршей и ливов произошло образование латышской нации.
В 1638 году Георгом Манселиусом был составлен первый латышский словарь «Lettus», в 1649 году была напечатана «Historia Lettica» («Латышская история») Пауля Эйнхорна. В 1683 году издана первая азбука латышского языка. В 1685 году появляется учебник латышского языка под авторством Генриха Адолфия. До настоящего времени сохраняются отличия между диалектами латышского языка, а глубокие говоры верхнелатышского диалекта некоторые языковеды считают отдельным латгальским языком.

### XVIII век
В конце Северной войны 30 августа (10 сентября) 1721 года был подписан Ништадтский мирный договор. Швеция признала присоединение к России Лифляндии, Эстляндии, Ингерманландии и части Карелии с Выборгом, за что Россия выплатила Швеции 2 млн ефимков (1,3 млн рублей). На территории Лифляндии по указу Петра I создана Рижская губерния (в 1783 году она была преобразована в Рижское наместничество, а в 1796 году — в Лифляндскую губернию). В 1772 году при первом разделе Речи Посполитой Польские Инфлянты (Латгалия) также отходят к России. Первоначально эта территория административно вошла в состав Псковской губернии. В 1775 году герцогом Петром Бироном в Курляндии открыта Academia Petrina. В 1795 году при третьем разделе Речи Посполитой Курляндское герцогство входит в состав Российской империи как Курляндское наместничество (с 1796 года — Курляндская губерния).

### XIX век

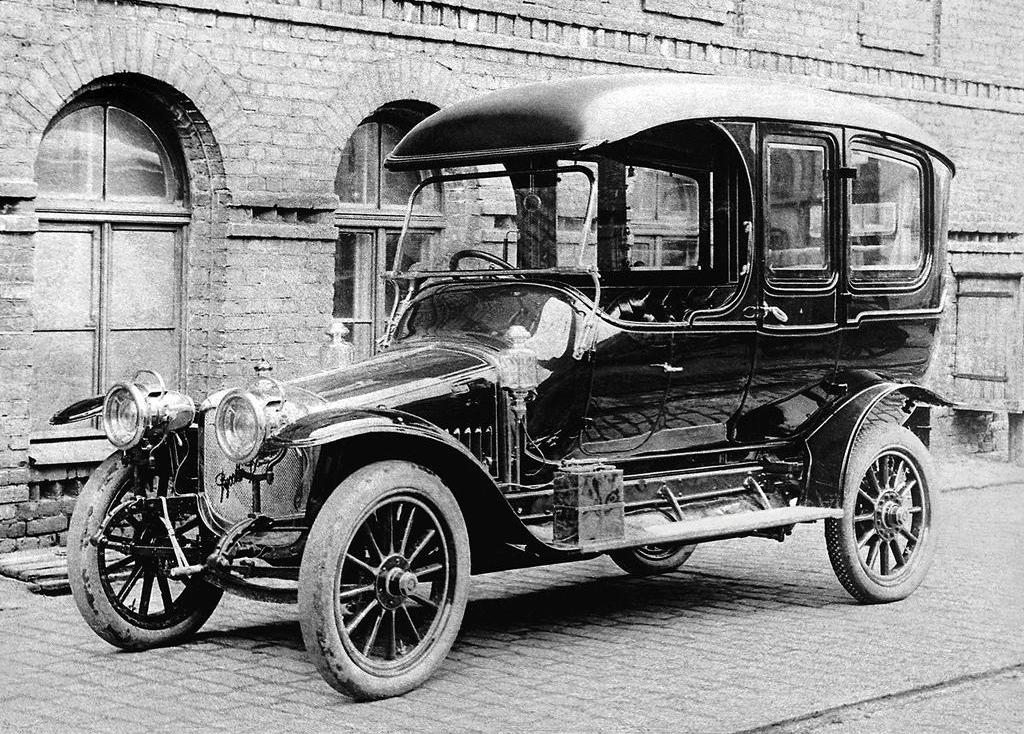
Руссо-Балт С-24/40

Во время Отечественной войны 1812 года армия Наполеона на некоторое время оккупировала Курляндию. В 1817 году в Курляндской и в 1819 году в Лифляндской губерниях российское правительство отменило крепостное право. Отмена крепостного права способствовала росту национального самосознания среди латышских крестьян. В 1822 году в Митаве начинает выходить первая газета на латышском языке «Latviešu Avīzes» («Латышская газета»). В середине XIX века складывается движение младолатышей, выступавшее за развитие латышского языка и культуры. Развитию промышленности способствовала постройка железных дорог. Так, в 1861 году началось движение по первой на территории современной Латвии железной дороге Рига — Динабург. В 1862 году открыт Рижский политехнический институт (преподавание вначале велось на немецком языке, с конца XIX века — на русском). Конец XIX века — бурное развитие промышленности — начали работать Русско-Балтийский вагонный завод, вагоностроительный завод «Феникс», завод резиновых изделий «Проводник», выпускаются первые в России автомобили и велосипеды. Ведущими отраслями становятся машиностроение и металлообработка. В мае 1899 года произошли выступления рабочих (Рижский бунт). Конец XIX — начало XX веков — волна миграции латышей за границу.

### XX век
1905 год — революционные события в Лифляндской губернии.

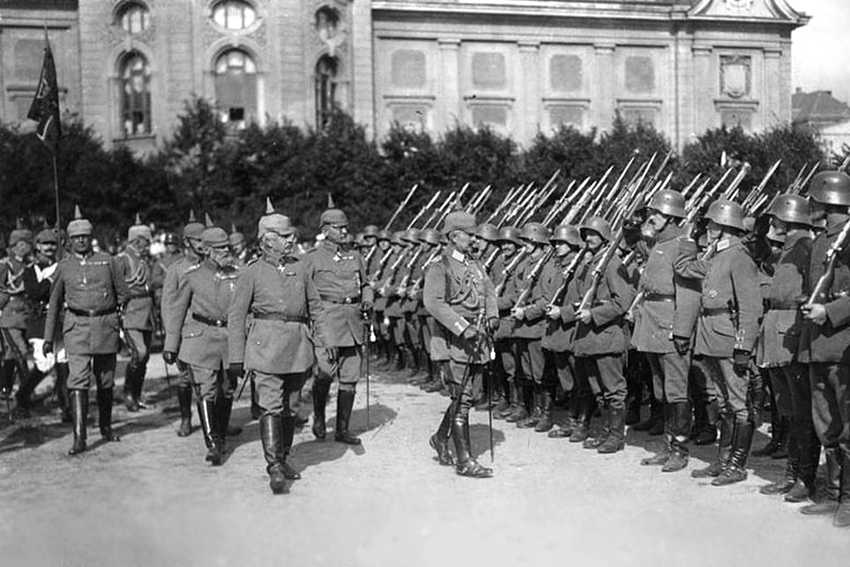
Кайзер Германии Вильгельм II и генерал-фельдмаршал Леопольд Баварский инспектируют солдат в захваченной германскими войсками Риге, 1917 год

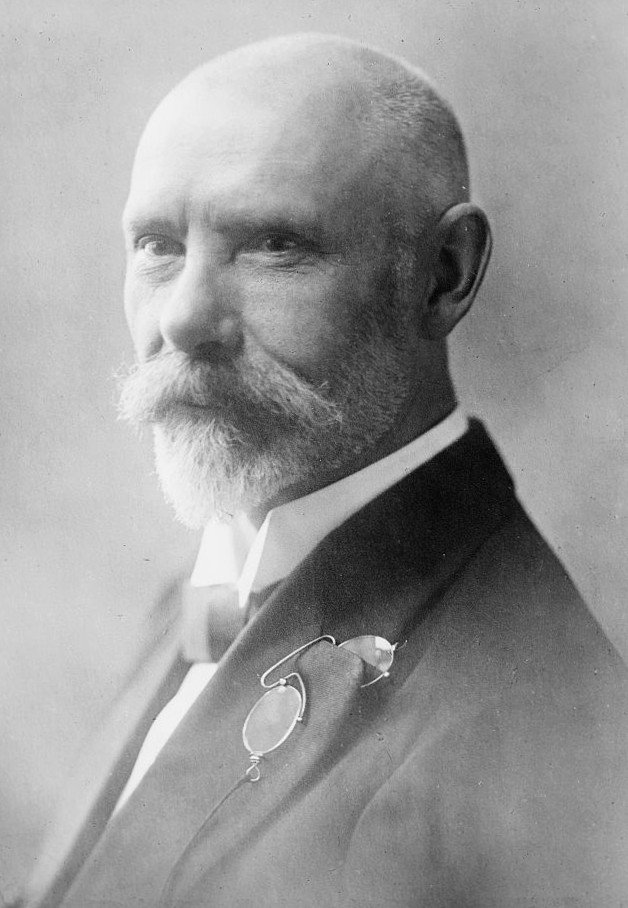
Янис Чаксте — первый президент Латвии (в 1922—1927 годах)

В 1915 году германские войска в ходе Первой мировой войны оккупировали бо́льшую часть Курляндии, была произведена эвакуация промышленности из прифронтовой зоны. Имелись большие разрушения в Двинске (ныне Даугавпилс). В русской армии началось создание латышских стрелковых частей. Несмотря на успешную для России Митавскую операцию в декабре 1916 года (январе 1917 года), в сентябре 1917 года германская армия вошла в Ригу. 24 декабря 1917 года (6 января 1918 года) в городе Валк Исполнительный комитет Совета рабочих, солдатских и безземельных депутатов Латвии (Исколат) принял декларацию о самоопределении Латвии и образовании Советской Латвии (Республика Исколата), власть которой распространялась на районы Латвии, не занятые германскими войсками. В феврале Германия заняла всю территорию Латвии. 18 ноября 1918 года в условиях немецкой оккупации Народный совет Латвии провозгласил Латвийскую Республику как независимое и самостоятельное государство, чем завершил этап подготовки государственности Латвии. 22 декабря 1918 года В. И. Ленин подписывает декрет Совета народных комиссаров о признании независимости Советской Республики Латвии. 3 января 1919 года части Красной армии вступают в Ригу. 1918—1920 годы — борьба за независимость Латвии. Прогерманские и просоветские вооружённые формирования были вынуждены отступить, что создало предпосылки для международного признания Латвии. 11 августа 1920 года в Риге был подписан мирный договор между РСФСР и Латвией, в котором Латвия и Советская Россия признали друг друга. На основе правовых норм того времени, это де-юре привело к появлению Латвийской Республики как субъекта международного права.
26 января 1921 года — признание Антантой Латвии как независимого государства де-юре. 22 сентября 1921 года — Латвия вступила в Лигу Наций.
15 февраля 1922 года — Учредительное собрание принимает конституцию Латвийской Республики — «Сатверсме».
15 мая 1934 года — государственный переворот в Латвии, в руках К. Улманиса сосредотачивается абсолютная власть в стране.
7 июня 1939 года Латвия подписывает с Германией договор о ненападении.
23 августа 1939 года Германия и Советский Союз подписали договор о ненападении (также известен как «Пакт Молотова — Риббентропа»). К договору прилагался секретный дополнительный протокол о разделе стран Восточной Европы на сферы немецких и советских интересов (Латвия попадала в сферу влияния СССР). 29 октября — согласно Пакту о взаимопомощи между СССР и Латвией, в Латвию прибывают части 2-го отдельного стрелкового корпуса и 18-й авиационной бригады Красной армии.

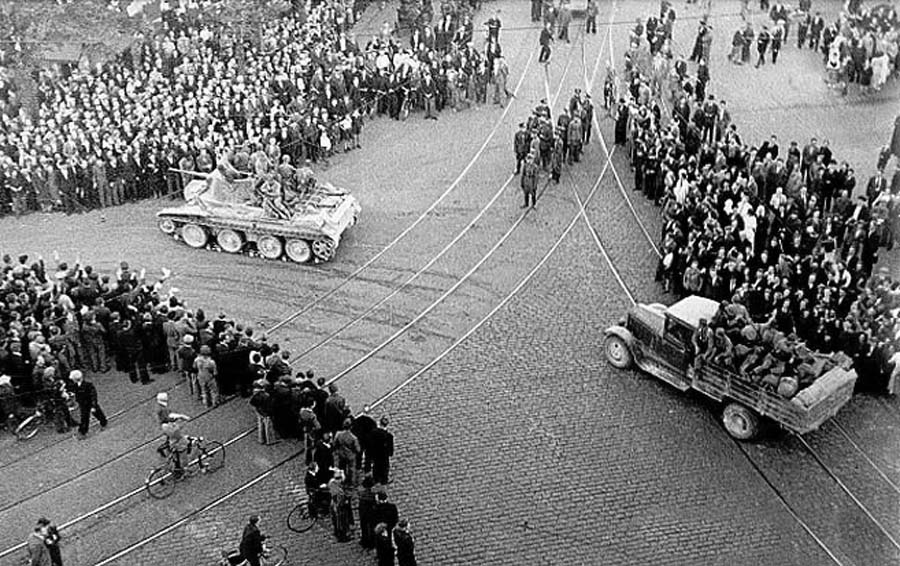
Части Красной армии входят в Ригу, 1940 год

15 июня 1940 года произошло нападение на латвийских пограничников в Масленках. На следующий день советский народный комиссар иностранных дел В. Молотов зачитал послу Латвии Ф. Коциньшу ультиматум правительства СССР, в котором требовались отставка правительства Латвии и введение неограниченного контингента советских вооружённых сил в Латвию, дополнив его, что если до 23:00 не будет получен ответ от правительства Латвии, вооружённые силы СССР войдут на территорию Латвии и подавят любое сопротивление. Правительство К. Улманиса вечером 16 июня решило принять ультиматум и уйти в отставку. Аналогичные решения приняли правительства Литвы и Эстонии. 17 июня дополнительные части Красной армии вступили на территорию Латвии.
14—15 июля 1940 года в Латвии прошли выборы в Народный Сейм. На выборы был допущен только один — выдвигаемый от «Блока трудового народа» — список кандидатов. Все остальные альтернативные списки были отклонены. Официально было сообщено, что за упомянутый список было подано 97,5 % голосов избирателей. 21 июля 1940 года — Народный Сейм провозглашает Латвию советской республикой (Латвийская Советская Социалистическая Республика) и 5 августа 1940 года — Верховный Совет СССР принимает Латвию в состав СССР.

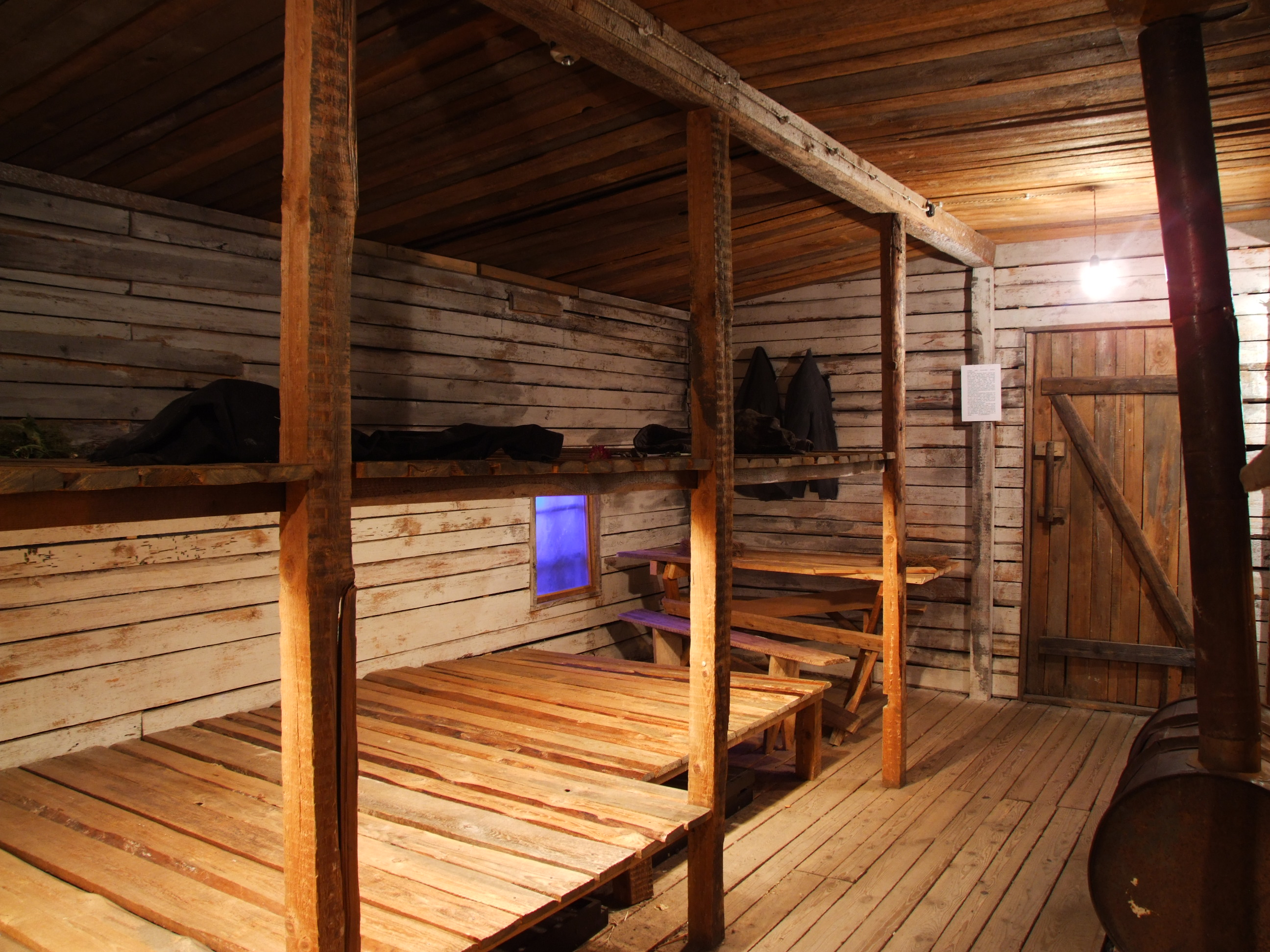
Реконструкция лагерного барака времён ГУЛАГа в музее оккупации Латвии

1941 год — волна репрессий — в соответствии с Постановлением ЦК ВКП (б) и СНК СССР от 16 мая 1941 года «О мероприятиях по очистке Литовской, Латвийской и Эстонской ССР от антисоветского, уголовного и социально опасного элемента» были арестованы и высланы в отдалённые районы СССР члены антисоветских националистических организаций, бывшие работники правоохранительной системы и военнослужащие буржуазной Латвии и Белой армии (при наличии компрометирующих документов), крупные фабриканты, помещики, торговцы и высокопоставленные госслужащие Латвийской Республики, уголовники, продолжающие заниматься противоправной деятельностью — те, кого власти посчитали опасными для советского режима в преддверии войны. Согласно документам Государственного архива Латвии, 14 июня 1941 года за пределы Латвии было депортировано 15 424 человека, из них 5263 были арестованы. Из арестованных было расстреляно 700, умер в заключении 3441 человек; то есть выжила одна пятая часть арестованных. Среди остальных депортированных в местах спецпоселения умерло 1900 человек. По данным КГБ СССР, которые проанализировал историк А. Дюков, общая численность умерших жертв депортации составила 4884 человека (34 % от общего числа), а к 1953 году домой вернулись 2000 человек. По оценке А. Дюкова, 81,27 % депортированных составляли латыши, 11,70 % евреи, 5,29 % русские.

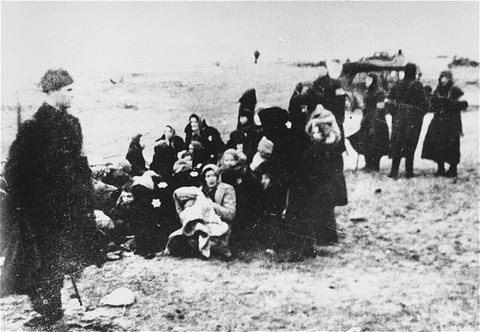
Холокост в Латвии. Всего в Латвии погибло около 70 тыс. латвийских евреев

22 июня 1941 года — нападение нацистской Германии на СССР. К середине июля вся территория Латвии оккупирована германскими войсками. На добровольческой основе начато формирование полицейских батальонов, впоследствии объединённые в Латышский добровольческий легион СС. За время существования легиона через него прошло около 115 тысяч человек. По советским данным, за годы нацистской оккупации нацистами и их пособниками в Латвии было убито 313 798 советских граждан (в том числе 39 835 детей) и 330 тысяч советских военнопленных. 13 октября 1944 года — части Красной армии вступают в Ригу. Города Либава (Лиепая), Павилоста, Айзпуте, Скрунда, Салдус, Сабиле, Кандава, Тукумс были заняты советскими войсками 9 мая 1945 года. 10 мая капитулировала Курляндская группировка во главе с генералом Гильпертом, советские войска вошли в города Валдемарпилс, Вентспилс, Гробиня, Пилтене.

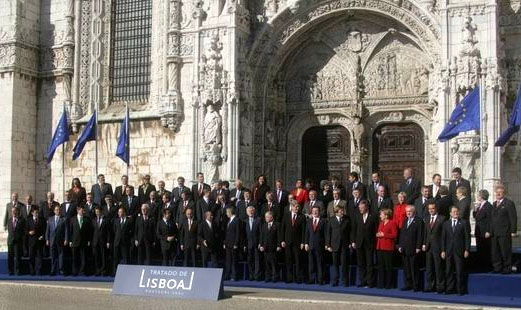
Латвия стала членом Европейского союза в 2004 году и подписала Лиссабонский договор в 2007 году

1949 год — во время второй волны репрессий из Латвии было депортировано около 40 000 человек.
1940—1956 годы — движение «национальных партизан» (т. н. «лесные братья»).
1940—1991 годы — Латвийская ССР в составе СССР. В республике развивается промышленность (предприятия РЭЗ, РАФ, РНИИРП). В этот период некоторые партийные руководители Советской Латвии были выдвинуты на руководящие посты в Москву, среди них член Политбюро ЦК КПСС А. Я. Пельше, министр внутренних дел СССР Б. К. Пуго и др.
Период нахождения Латвии в составе СССР в Латвии называют Советской оккупацией. В 2016 году ущерб от неё был оценён в € 185 млрд.
4 мая 1990 года Верховным Советом Латвийской ССР была принята «Декларация о восстановлении независимости Латвийской Республики». Согласно этому документу, возобновлялось действие конституции независимой Латвии 1922 года и устанавливался де-факто переходный период до созыва Сейма.
21 августа 1991 года Верховный Совет Латвии подтвердил независимость республики, приняв Конституционный закон «О государственном статусе Латвийской Республики».
6 сентября 1991 года независимость Латвии была признана Государственным Советом СССР.
17 сентября 1991 года Латвийская Республика стала членом ООН.
10 февраля 1995 года Латвийская Республика становится членом Совета Европы.
10 февраля 1999 года Латвийская Республика стала членом Всемирной торговой организации.

### XXI век
В феврале 2004 года 19 стран-членов НАТО ратифицировали протоколы о вступлении Латвии в Североатлантический альянс, 1 мая того же года страна была принята в Евросоюз.
21 декабря 2007 года Латвия вошла в состав, а с 30 марта 2008 года полностью применяет правила Шенгенской зоны. 1 января 2014 года Латвия стала 18-м членом Еврозоны.
с 1 января 2015 года по 1 июня того же года Латвия председательствовала в Совете Европейского союза.
2 июня 2016 года Латвия стала 35-м членом Организации экономического сотрудничества и развития (ОЭСР).

## Государственное устройство

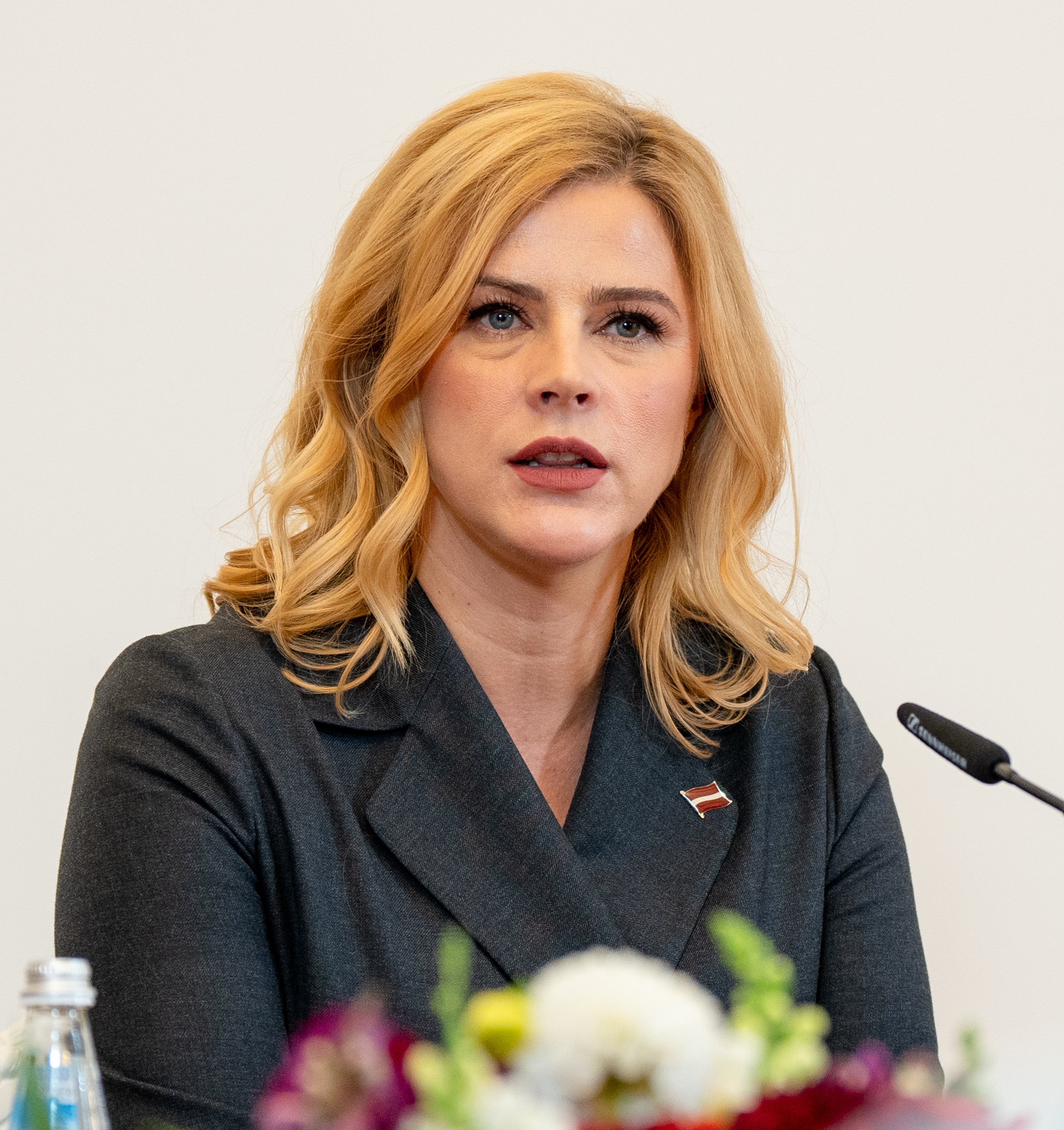
15-й премьер-министр Латвии и вторая женщина на данном посту Эвика Силиня

В Латвии с изменениями действует конституция 1922 года.
Латвия — парламентская республика. Законодательный орган — Сейм, избираемый полноправными гражданами Латвии, достигшими ко дню выборов возраста 18 лет, сроком на 4 года.
Высшее представительство осуществляет президент государства, избираемый Сеймом сроком на 4 года.
Исполнительный орган — Кабинет министров, состоящий из премьер-министра и министров. Кабинет министров формирует лицо, призванное к этому президентом. Коалиционные партии в Сейме Латвии предлагают президенту республики кандидатуру премьер-министра (президента министров). Утверждённый премьер-министр формирует новый кабинет министров.

### Политические партии
Латвия имеет многопартийную систему, партии имеют возможность формировать коалиционные правительства.
Последние парламентские выборы в Латвии состоялись 1 октября 2022 года. Из 1 542 407 имеющих право голоса граждан в выборах участвовали 916 515 , или 59,42 %.
Состав предыдущего 13-го Сейма Латвии представлен в таблице.
| Партия или блок                                                         | Название на латышском языке                                      | Идеология                    | Лидер                    | Количество депутатов | Основана (год) |
| ----------------------------------------------------------------------- | ---------------------------------------------------------------- | ---------------------------- | ------------------------ | -------------------- | -------------- |
| Социал-демократическая партия «Согласие»                                | Sociāldemokrātiskā partija "Saskaņa"                             | социал-демократия            | Я. Урбанович             | 23                   | 2010           |
| «За человечную Латвию» (ранее «KPV LV»)                                 | Par cilvēcīgu Latviju                                            | либерализм                   | А. Гобземс, А. Кайминьш  | 16                   | 2016           |
| «Консервативные» (ранее Новая консервативная партия)                    | Konservatīvie                                                    | консерватизм                 | Ю. Стрике                | 16                   | 2014           |
| «Развитие/За!»                                                          | Attīstībai/Par!                                                  | либерализм                   | Д. Павлютс               | 13                   | 2018           |
| Национальное объединение «Всё для Латвии!» — «Отечеству и свободе/ДННЛ» | Nacionālā apvienība "Visu Latvijai!"—"Tēvzemei un Brīvībai/LNNK" | национал-консерватизм        | Р. Дзинтарс              | 13                   | 2010           |
| «Союз зелёных и крестьян»                                               | Zaļo un zemnieku savienība                                       | аграризм, центризм, экология | А. Бригманис, Р. Вейонис | 11                   | 2002           |
| «Новое единство»                                                        | Jaunā vienotība                                                  | консерватизм                 | К. Кариньш               | 8                    | 2010           |

### Профсоюзы
Крупнейший профцентр — Союз свободных профсоюзов Латвии.

### Государственная символика, государственные праздники

Большой государственный герб Латвии

Государственная символика Латвии регламентируется конституцией и соответствующим законодательством (законы о государственном флаге, государственном гербе и государственном гимне).
Флаг Латвии представляет собой прямоугольное полотнище, состоящее из трёх горизонтальных полос в пропорции 2:1:2 — две карминно-красных полосы, разделённых белой полосой посередине.
Существуют три разновидности государственного герба Латвии: Большой, Дополненный малый и Малый.
Большой государственный герб представляет собой геральдический щит, который поддерживают красный лев и серебряный грифон, стоящие на основании из зелёных дубовых ветвей, обвитых красно-серебряно-красной лентой в соотношении цветов государственного флага Латвии. В верхнем лазоревом поле щита изображено восходящее золотое солнце с расходящимися лучами, ниже помещаются: в серебряном поле — красный лев, в красном поле — серебряный грифон, держащий в правой лапе серебряный меч. Над щитом дугообразно расположены три пятиконечные золотые звезды.
Песня «Dievs, svētī Latviju!» («Боже, благослови Латвию!») написана латышским композитором Карлисом Бауманисом и стала государственным гимном 7 июня 1920 года. 
| Дата                   | Русское название                                                          | Латышское название                                                      |
| ---------------------- | ------------------------------------------------------------------------- | ----------------------------------------------------------------------- |
| 1 января               | День Нового года                                                          | Jaungada diena                                                          |
| Великая пятница        | Великая пятница                                                           | Lielā piektdiena                                                        |
| Пасха                  | Первый и второй день Пасхи                                                | Pirmās un Otrās Lieldienas                                              |
| 1 мая                  | Праздник труда, День созыва Учредительного собрания Латвийской Республики | Darba svētki. Latvijas Republikas Satversmes sapulces sasaukšanas diena |
| 4 мая                  | День восстановления Независимости Республики Латвии                       | Latvijas Republikas Neatkarības atjaunošanas diena                      |
| Второе воскресенье мая | День матери                                                               | Mātes diena                                                             |
| Троица                 | День Святой Троицы                                                        | Vasarsvētki                                                             |
| 23 июня                | День Лиго                                                                 | Līgo diena                                                              |
| 24 июня                | Янов день (праздник летнего солнцеворота)                                 | Jāņu diena                                                              |
| 18 ноября              | День провозглашения Латвийской Республики                                 | Latvijas Republikas Proklamēšanas diena                                 |
| 24—26 декабря          | Рождество (праздник зимнего солнцеворота)                                 | Ziemassvētki                                                            |
| 31 декабря             | День Старого года                                                         | Vecgada diena                                                           |

Православные (включая старообрядцев) и представители других религиозных конфессий празднуют Пасху, Троицу и Рождество в установленные этими конфессиями дни.
Если праздничные дни — 4 мая и 18 ноября — выпадают на субботу или воскресенье, следующий рабочий день устанавливается выходным днём.
| Дата                        | Русское название                                                                                          | Латышское название                                                                      | Примечание |
| --------------------------- | --- | --------------------------------------------------------------------------------------- | --- |
| 20 января                   | День памяти защитников баррикад 1991 года                                                                 | 1991. gada barikāžu aizstāvju atceres diena                                             | В этот день Рижский ОМОН взял штурмом МВД Латвийской Республики, в ходе боя имелись погибшие и раненые                        |
| 26 января                   | День международного признания (де-юре) Латвийской Республики                                              | Latvijas Republikas starptautiskās (de jure) atzīšanas diena                            | 26 января 1921 года страны Антанты — Великобритания, Франция, Италия, Япония и Бельгия — признали независимость Латвии де-юре |
| 8 марта                     | Международный женский день                                                                                | Starptautiskā sieviešu diena                                                            | |
| 8 мая                       | День разгрома нацизма и День памяти жертв Второй мировой войны                                            | Nacisma sagrāves diena. Otrā pasaules kara upuru piemiņas diena                         | |
| 9 мая                       | День Европы                                                                                               | Eiropas diena                                                                           | |
| 15 мая                      | Международный день семьи                                                                                  | Starptautiskā ģimenes diena                                                             | |
| 1 июня                      | Международный день защиты детей                                                                           | Starptautiskā bērnu aizsardzības diena                                                  | |
| 14 июня                     | День памяти жертв коммунистического геноцида                                                              | Komunistiskā genocīda upuru piemiņas diena                                              | В память жертв депортации 1941 года                                                                                           |
| 22 июня                     | День памяти героев (День памяти Цесисской битвы)                                                          | Varoņu piemiņas diena (Cēsu kaujas atceres diena)                                       | |
| 4 июля                      | День памяти жертв геноцида против еврейского народа                                                       | Ebreju tautas genocīda upuru piemiņas diena                                             | |
| Вторая суббота июля         | День морских праздников                                                                                   | Jūras svētku diena                                                                      | |
| 11 августа                  | День памяти борцов за свободу Латвии                                                                      | Latvijas brīvības cīnītāju piemiņas diena                                               | |
| 21 августа                  | День принятия Конституционного закона «О государственном статусе Латвийской Республики»                   | Konstitucionālā likuma «Par Latvijas Republikas valstisko statusu» pieņemšanas diena    | |
| 23 августа                  | День памяти жертв сталинизма и нацизма                                                                    | Staļinisma un nacisma upuru atceres diena                                               | |
| 1 сентября                  | День знаний                                                                                               | Zinību diena                                                                            | |
| Второе воскресенье сентября | День отцов                                                                                                | Tēva diena                                                                              | |
| 22 сентября                 | День единства балтов                                                                                      | Baltu vienības diena                                                                    | В память победы в битве при Сауле (1236)                                                                                      |
| 1 октября                   | Международный день пожилых людей                                                                          | Starptautiskā veco ļaužu diena                                                          | |
| Первое воскресенье октября  | День учителя                                                                                              | Skolotāju diena                                                                         | |
| 11 ноября                   | День Лачплесиса                                                                                           | Lāčplēša diena                                                                          | |
| Первое воскресенье декабря  | День памяти жертв геноцида тоталитарного коммунистического режима, направленного против латышского народа | Pret latviešu tautu vērstā totalitārā komunistiskā režīma genocīda upuru piemiņas diena | В память жертв геноцида латышей в Советском Союзе в 1937—1938 годах                                                           |

## Внешняя политика

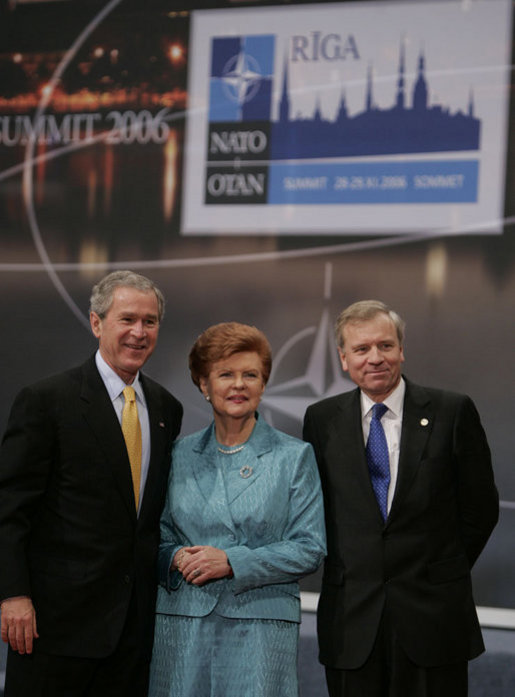
Президент США Джордж Буш, президент Латвии Вайра Вике-Фрейберга и генеральный секретарь НАТО Яп де Хоп Схеффер в 2006 году на Саммите НАТО в Риге

24 августа 1991 года РСФСР (тогда — часть СССР) признала факт восстановления независимости Латвийской Республики, и 4 октября Латвия и Россия возобновили дипломатические отношения. 6 сентября 1991 года независимость Латвии признана СССР.
Латвия является членом ООН с 17 сентября 1991 года, также является членом ЕС, НАТО, Совета Европы, Организации по безопасности и сотрудничеству в Европе, МВФ, ВТО, Совета государств Балтийского моря и Северного инвестиционного банка. Являлась членом Лиги Наций (1921—1940).
Латвия установила дипломатические отношения со 160 странами и поддерживает посольства в 35 странах мира. 37 стран имеют посольства в столице Латвии — Риге.
Латвия в своей внешней политике ориентируется на Евросоюз и НАТО. 1 мая 2004 года Латвия вступила в Евросоюз. Член НАТО с 29 марта 2004 года. С 21 декабря 2007 года Латвия вошла в Шенгенскую зону, контроль до 30 марта 2008 года сохранялся в аэропортах.
В мае 2005 года и в ноябре 2006 года, во время саммита НАТО, страну посетил президент США Дж. Буш.
С 19 по 22 декабря 2010 года впервые за 16 лет состоялся официальный визит президента Латвии В. Затлерса в Россию. Во время визита В. Затлерс встретился с президентом Российской Федерации Д. Медведевым и премьер-министром В. Путиным.
В первой половине 2015 года Латвия была государством-председателем Совета Европейского союза.

### Процесс вступления в ЕС

Флаг Европейского союза

27 октября 1995 года правительство Латвии подало председательствующей в ЕС Испании официальную заявку на вступление в ЕС.
В 1997 году Европейская комиссия дала первые заключения о начале переговоров стран-кандидатов на членство в ЕС. Латвия приглашения на переговоры не получила.
В 1999 году в Хельсинки Латвия была приглашена на переговоры о присоединении к ЕС, которые начались в феврале 2000 года.
13 декабря 2002 года в Копенгагене Латвия с девятью другими странами-кандидатами завершили переговоры о принятии в ЕС.
16 апреля 2003 года в Афинах подписан договор о присоединении. Латвия, как и 9 других стран, из статуса кандидата перешла в статус будущей страны-участницы.
На референдуме 20 сентября 2003 года 66,97 % граждан Латвии проголосовали за присоединение Латвии к ЕС. 32,26 % проголосовали против.
30 октября 2003 Сейм Латвии ратифицировал договор о присоединении Латвии к ЕС.
1 мая 2004 года Латвия вместе с другими 9 странами: Эстонией, Литвой, Польшей, Словакией, Чехией, Венгрией, Словенией, Мальтой и Республикой Кипр — стала полноправной страной-членом Европейского союза.
21 декабря 2007 года Латвия вошла в состав, а с 30 марта 2008 года полностью применяет правила Шенгенской зоны, которые подразумевают устранение пограничного контроля на внутренних границах между государствами, вошедшими в зону, и одновременно укрепление пограничного контроля с третьими государствами, граничащими с зоной.

## Вооружённые силы

Эмблема Национальных вооружённых сил Латвии

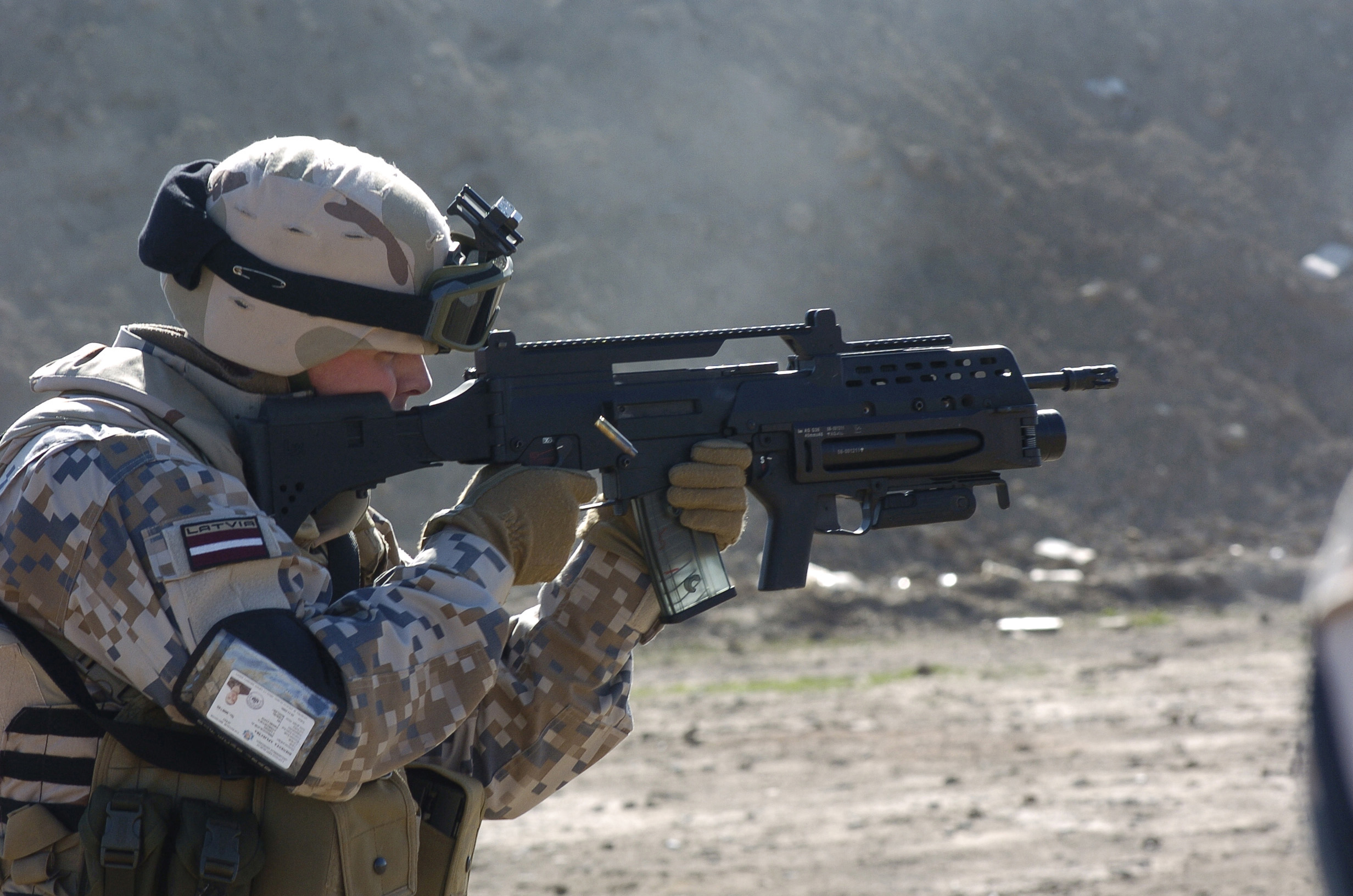
Латвийский солдат во время учений

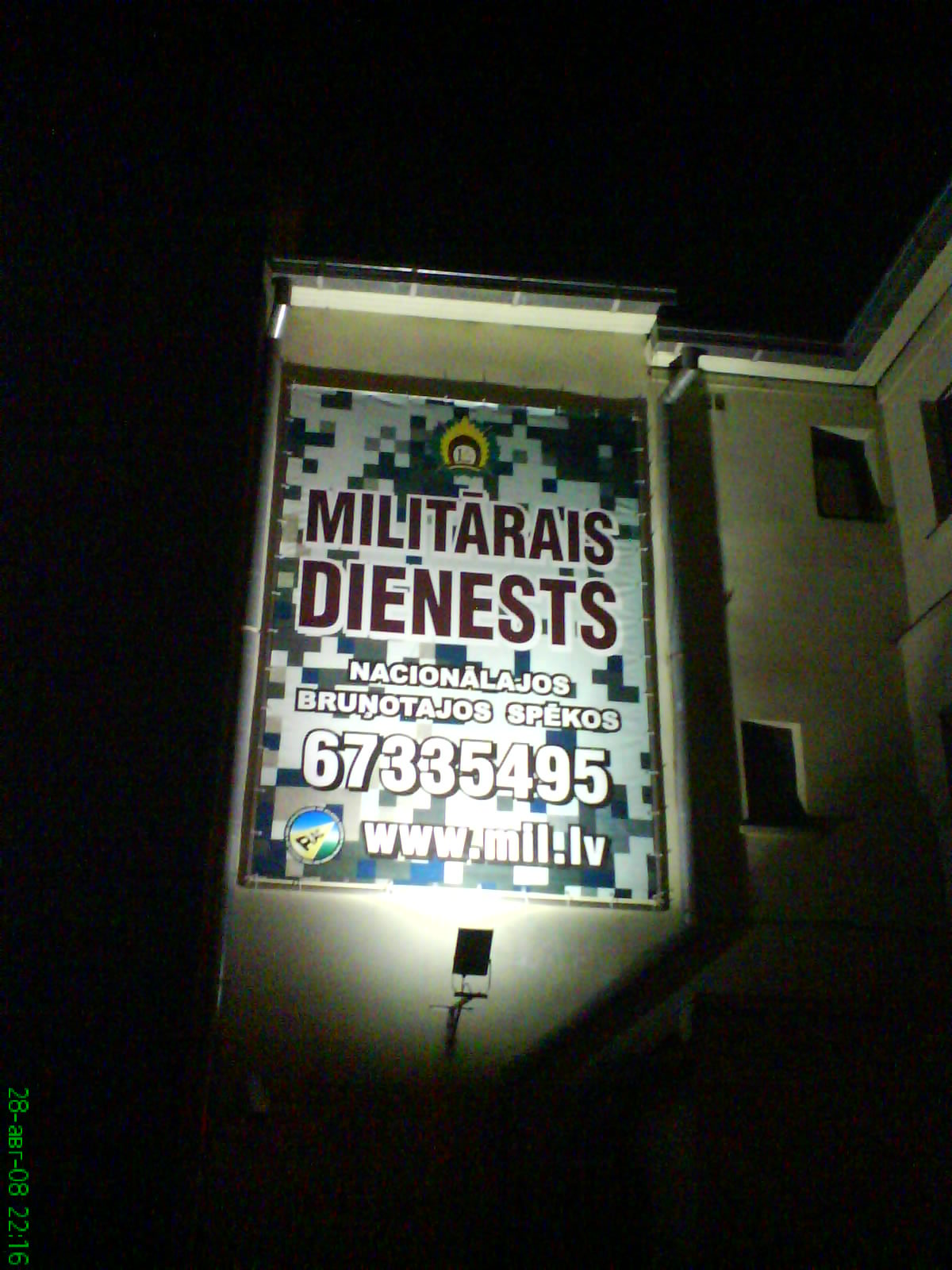
Призыв поступать на службу в вооружённые силы Латвии

Национальные вооружённые силы Латвии (НВС Латвии) — совокупность войск Латвии, предназначенных для защиты независимости и территориальной целостности государства. В 2004 году Латвия вступила в НАТО, с 2007 года — перешла к профессиональной армии. 5 апреля 2023 года Сейм Латвии принял закон об обязательной военной службе для мужчин с 18 лет, срок службы составит 11 месяцев.
Латвия участвует в международных миротворческих операциях и операциях по обеспечению безопасности (с 1996 года более 3600 латвийских военнослужащих приняли участие в различных международных операциях, 7 из них погибли).
В составе Национальных вооружённых сил Латвии находятся: механизированная пехотная бригада сухопутных сил (5 батальонов и артиллерийский дивизион), воздушные и морские силы, батальон штаба, группа специального назначения, подразделения военной полиции и др., а также части добровольческого ополчения — Земессардзе, которое выполняет функции национальной гвардии (всего имеется 21 батальон Земессардзе, они сведены в 4 территориальные бригады). В 2018 году в вооружённых силах Латвии состояло 6,2 тыс. профессиональных военнослужащих, 773 гражданских служащих и 8 тыс. ополченцев (земессаргов).
Резерв НВС Латвии составляют прошедшие воинскую службу граждане Латвии.
Общее руководство Национальными вооружёнными силами Латвии возложено на министра обороны, оперативное управление — на командующего вооружёнными силами, который осуществляет его через объединённый штаб вооружённых сил.

### Состав Национальных вооружённых сил Латвии
- Батальон штаба вооружённых сил
- Сухопутные войска
- Военно-воздушные силы
- Военно-морские силы
- Земессардзе (Ополчение)
- Группа специального назначения (в составе Командования специальных операций)
- Военная полиция
- Командование материально-технического обеспечения
- Командование обучения

## Административное деление

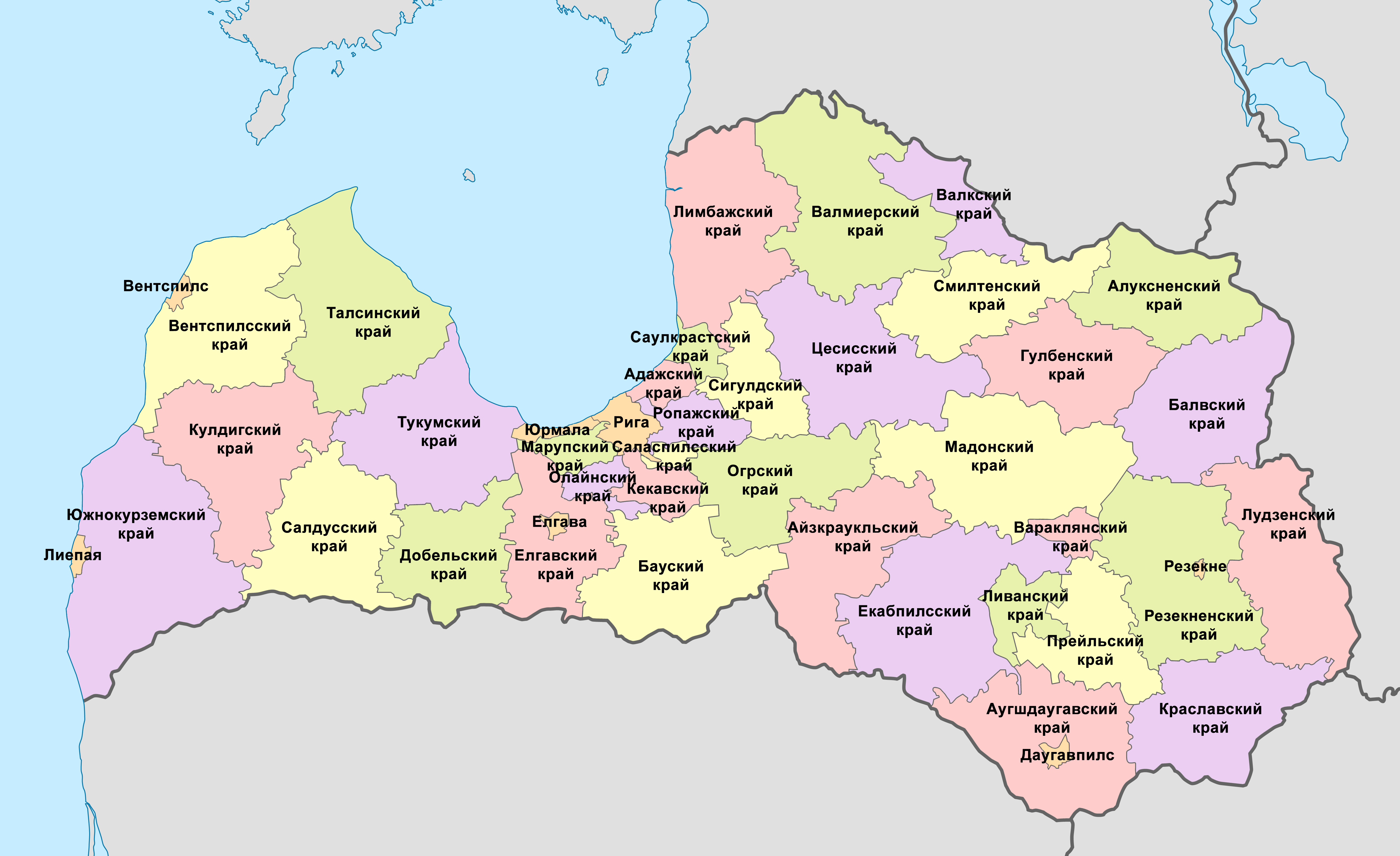
Края и города республиканского подчинения Латвии

Латвийская Республика является унитарным государством. Она разделена на 43 административно-территориальные единицы, 36 из которых являются краями (латыш. novads — край) и 7 — городами государственного значения («государственными городами»), приравненными по статусу к краям (Рига, Даугавпилс, Лиепая, Елгава, Юрмала, Вентспилс, Резекне).
До 2009 года в Латвии существовало два уровня самоуправлений:
1. 26 районов и 7 республиканских городов;
2. несколько сотен волостей и районных городов, а также ряд созданных в рамках реформы краёв.

В 2009—2021 годах Латвия была разделена на 110 краёв и 9 городов республиканского подчинения.
Согласно конституции, Латвия состоит из четырёх историко-культурных областей — Видземе, Латгалии, Курземе, Земгале, — не являющихся, однако, административно-территориальными единицами.
Для статистического учёта в 2004 году созданы статистические регионы — Рига, Пририжье, Видземе, Латгале, Курземе, Земгале. Для планирования регионального развития и сотрудничества самоуправлений в 2006 году также были созданы регионы планирования — Видземский, Земгальский, Курземский, Латгальский и Рижский (границы которых отличаются от статистических регионов объединением Пририжья с Ригой).

### Крупные города

Памятник Свободы в Риге

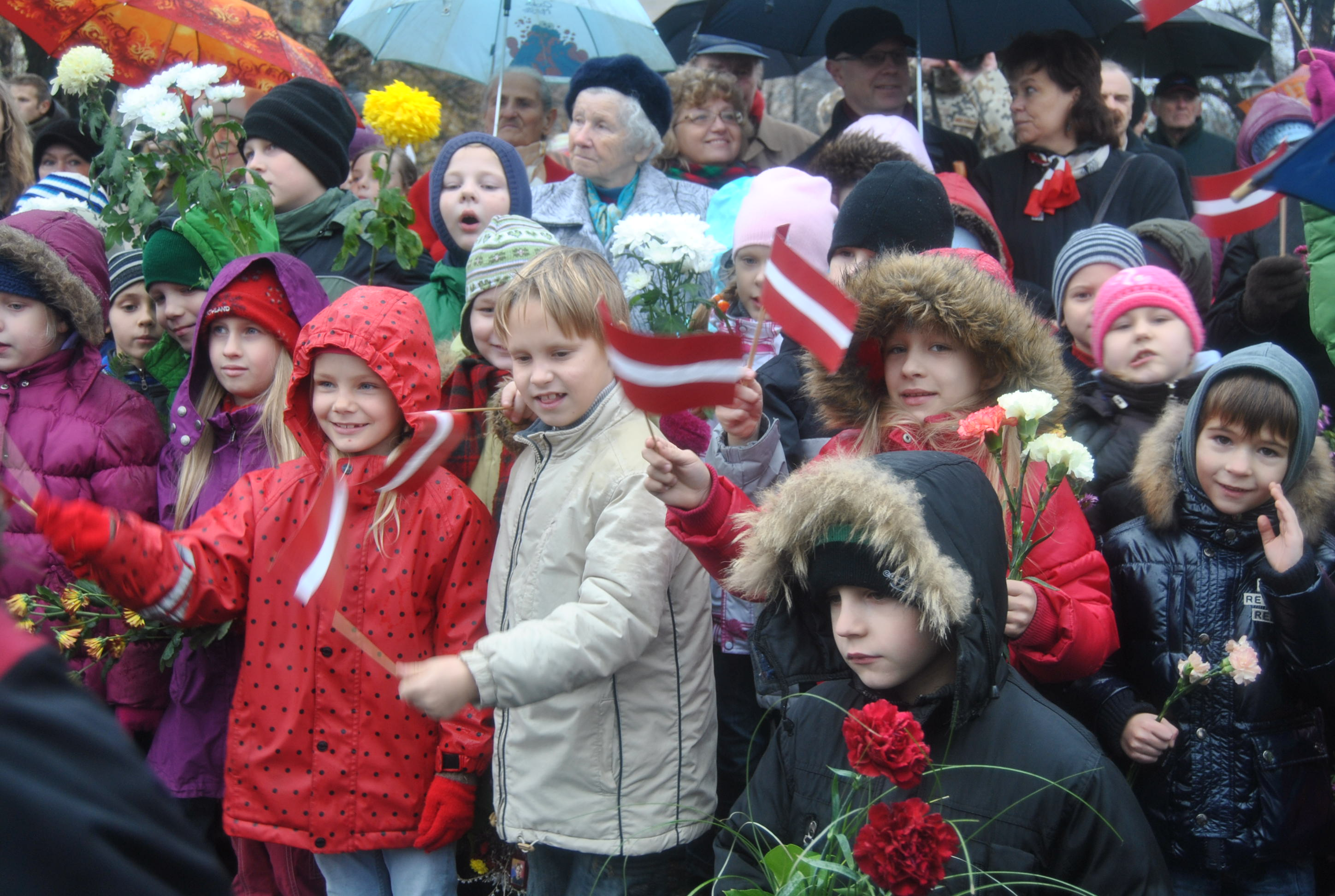
Возложение цветов к памятнику Свободы

В Латвии статус города присвоен 81 населённому пункту, из них 10 имеют статус городов государственного значения («государственных городов»).
В таблице перечислены крупнейшие города страны с численностью населения более 10 000 человек (на 1 января 2022 года). Примечание: города государственного значения («государственные города») выделены в таблице жирным шрифтом.
| Герб | Город      | Население (на 01.01.2022) | Исторический регион |
| ---- | ---------- | ------------------------- | ------------------- |
|      | Рига       | 605 802                   | Видземе             |
|      | Даугавпилс | 79 120                    | Латгале / Селия     |
|      | Лиепая     | 67 360                    | Курземе             |
|      | Елгава     | 54 694                    | Земгале             |
|      | Юрмала     | 50 561                    | Видземе             |
|      | Вентспилс  | 32 955                    | Курземе             |
|      | Резекне    | 26 481                    | Латгале             |
|      | Огре       | 22 872                    | Видземе             |
|      | Валмиера   | 22 757                    | Видземе             |
|      | Екабпилс   | 21 418                    | Селия / Латгале     |
|      | Саласпилс  | 17 808                    | Видземе             |
|      | Тукумс     | 16 528                    | Земгале             |
|      | Цесис      | 14 766                    | Видземе             |
|      | Сигулда    | 14 539                    | Видземе             |
|      | Олайне     | 10 224                    | Видземе             |

## Население

### Численность и расселение

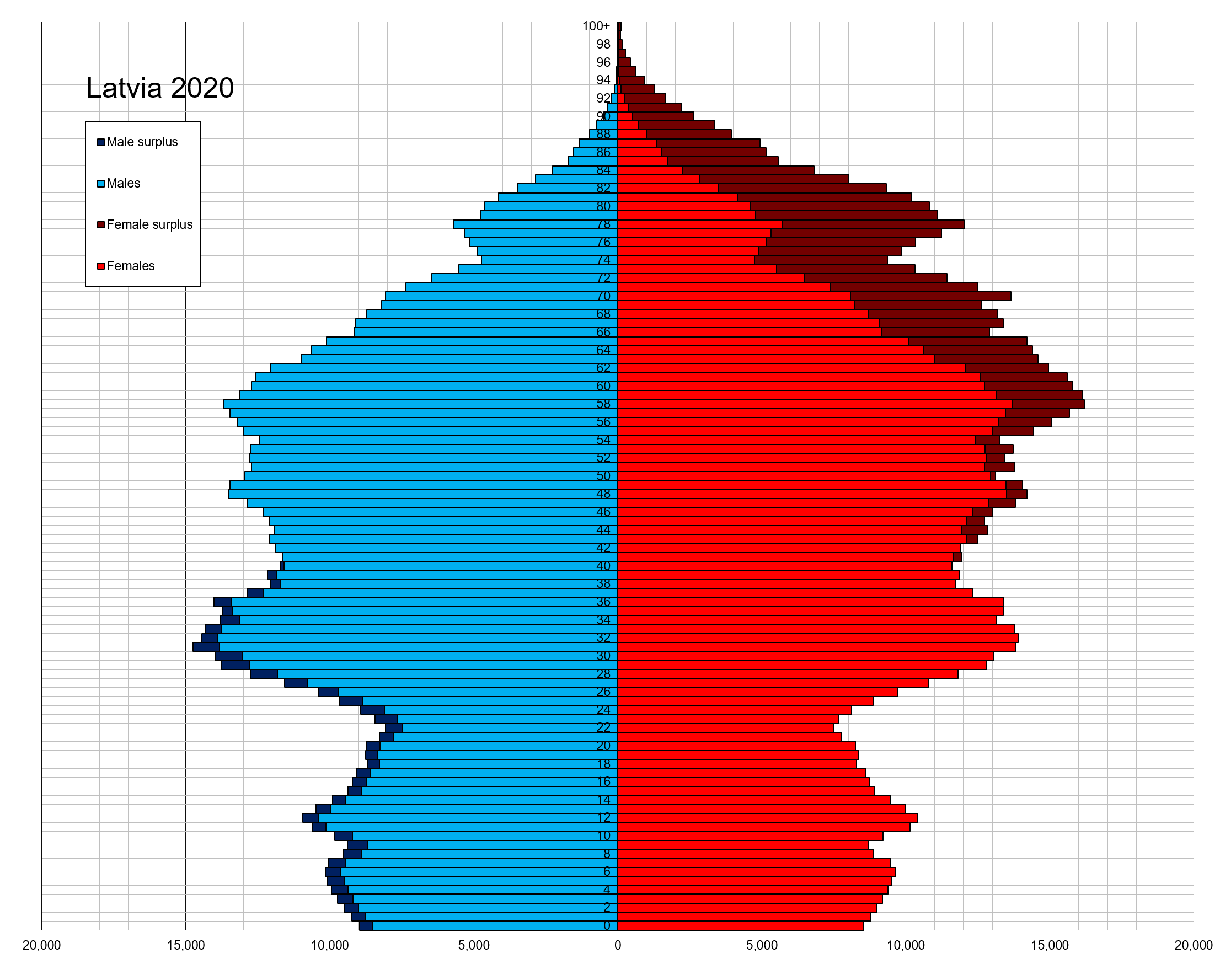
Возрастно-половая пирамида населения Латвии на 2020 год

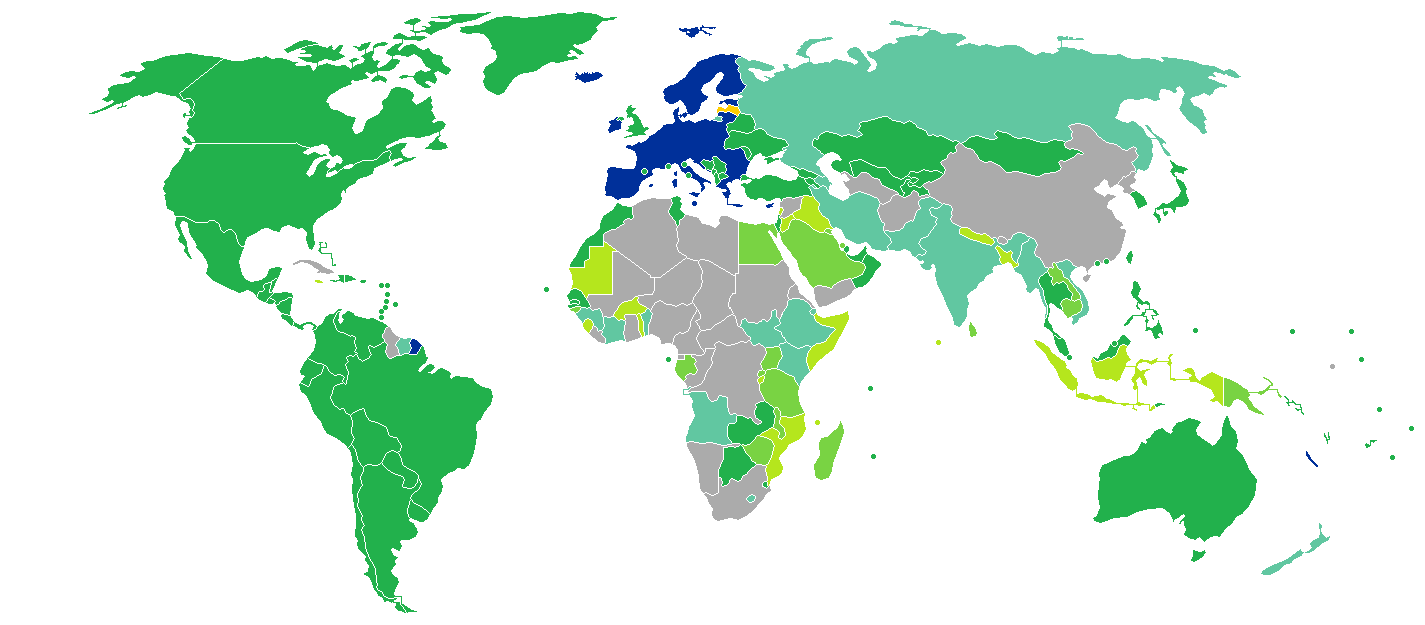
Карта мира, отражающая визовые требования для граждан Латвии по состоянию на 2014 год
Латвия
Свободное передвижение
Виза не требуется
Виза оформляется по прибытии
eVisa
Виза оформляется по прибытии или через Интернет
Требуется заранее оформленная виза

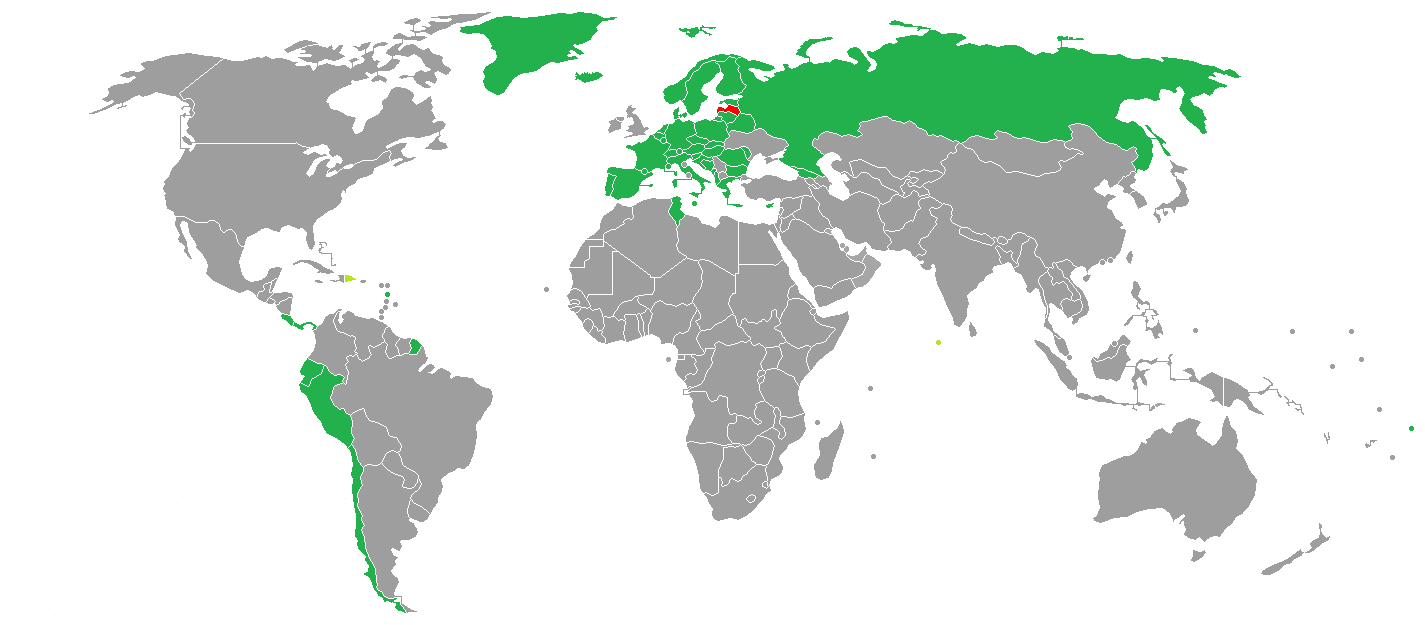
Карта мира, отражающая визовые требования для неграждан Латвии по состоянию на 2017 год
Латвия
Виза не требуется
Виза оформляется по прибытии
Требуется заранее оформленная виза

По итогам общенациональной переписи, проведённой в марте — июне 2011 года, население Латвии составляло 2 067 887 человек, а по оценочным данным, выведенным из расчёта существующих темпов роста населения, к августу 2015 года его численность сократилась до 1 978 300 человек.
В 2010 году 68 % населения проживало в городах.
В 2019 году, по оценкам ООН, в Латвии проживало 237 266 иммигрантов, или 12,4 % населения страны.
Несмотря на социальные, экономические и политические изменения со времён СССР, по состоянию на 2023 год в Латвии и соседней Эстонии, проживает самое большое, в процентном отношении, русское этническое меньшинство (в Латвии — 23,66 %, в Эстонии — 22,46 % от всего населения), среди всех стран мира.
В конце 2022 — начале 2023 года население Латвии выросло на 15,2 тыс., до 1,891 млн человек. Это объясняется тем, что в общую численность населения включили также украинских беженцев (по состоянию на 1 января 2023 года своё место жительства в Латвии зарегистрировали 39,8 тыс. беженцев).

### Граждане Латвии
В Латвии на начало 2023 года проживало 1 621 208 граждан, составляя 86,1 % жителей страны. По состоянию на 2023 год, граждане Латвии имеют возможность посещать без визы в общей сложности 183 государства и территории, что делает латвийский паспорт девятым в мире по уровню свободы передвижения согласно индексу паспортов.

### Неграждане Латвии
Неграждане на начало 2023 года составляли 175 401 человек, или 9,3 % жителей страны. С юридической точки зрения — субъекты закона от 12 апреля 1995 г. «О статусе граждан бывшего СССР, не имеющих гражданства Латвии или иного государства» — лица, которые не являются и не были гражданами никакого государства, кроме СССР.

### Половозрастные характеристики населения
По данным переписи (на 2000 год), в Латвии постоянно проживают 1 093 305 мужчин и 1 282 034 женщины. Средний возраст населения — 37,9 лет (мужчины — 35, женщины — 40,4). За период между переписями 1989 и 2000 годов население Латвии явно постарело. Доля тех, кто моложе 15 лет, снизилась с 21,4 % до 17,9 %, а доля лиц в возрасте 60 лет и старше увеличилась с 17,4 % до 21,1 %.

### Этнический состав
| Народы Латвии 1935—2021 |             |           |             |           |             |           |             |           |             |           |             |           |             |           |             |           |
| Национальность          | 1935        | 1935      | 1959        | 1959      | 1970        | 1970      | 1979        | 1979      | 1989        | 1989      | 2000        | 2000      | 2011        | 2011      | 2021        | 2021      |
| Национальность          | Численность | %         | Численность | %         | Численность | %         | Численность | %         | Численность | %         | Численность | %         | Численность | %         | Численность | %         |
| Латыши                  | 1 467 035   | 76,97     | 1 297 881   | 62,39     | 1 341 805   | 57,05     | 1 344 105   | 53,69     | 1 387 757   | 52,05     | 1 370 703   | 57,65     | 1 284 194   | 62,10     | 1 187 891   | 62,74     |
| Русские                 | 168 300     | 8,83      | 556 400     | 26,75     | 704 600     | 29,95     | 821 500     | 32,81     | 905 515     | 33,96     | 703 243     | 29,58     | 556 422     | 26,90     | 463 587     | 24,49     |
| Белорусы                | 26 800      | 1,4       | 61 600      | 2,9       | 94 700      | 4,0       | 111 500     | 4,5       | 119 700     | 4,5       | 97 100      | 4,0       | 68 174      | 3,3       | 58 632      | 3,1       |
| Украинцы                | 1 800       | 0,1       | 29 400      | 1,4       | 53 500      | 2,3       | 66 700      | 2,7       | 92 100      | 3,4       | 63 600      | 2,7       | 45 699      | 2,2       | 42 282      | 2,23      |
| Поляки                  | 48 600      | 2,6       | 59 800      | 2,9       | 63 000      | 2,7       | 62 700      | 2,5       | 60 400      | 2,5       | 59 500      | 2,5       | 44 783      | 2,2       | 37 203      | 1,97      |
| Литовцы                 | 22 800      | 1,2       | 32 400      | 1,5       | 40 600      | 1,7       | 37 800      | 1,5       | 34 600      | 1,3       | 33 400      | 1,4       | 24 426      | 1,2       | 21 517      | 1,14      |
| Евреи                   | 93 400      | 4,9       | 36 600      | 1,7       | 36 700      | 1,6       | 28 300      | 1,1       | 22 900      | 0,9       | 10 300      | 0,4       | 6 416       | 0,3       | 4 372       | 0,23      |
| Цыгане                  | 3 800       | 0,2       | 4 300       | 0,2       | 5 400       | 0,2       | 6 100       | 0,2       | 7 000       | 0,3       | 8 200       | 0,3       | 6 452       | 0,3       | 4 838       | 0,26      |
| Немцы                   | 62 100      | 3,3       | 1 600       | 0,1       | 5 400       | 0,2       | 3 300       | 0,1       | 3 800       | 0,1       | 3 500       | 0,1       | 3 023       | 0,1       | 2 447       | 0,13      |
| Эстонцы                 | 6 900       | 0,4       | 4 600       | 0,2       | 4 300       | 0,2       | 3 700       | 0,1       | 3 300       | 0,1       | 2 600       | 0,1       | 2 000       | 0,1       | 1 587       | 0,08      |
| Другие                  | 4 200       | 0,2       | 1 800       | 0,1       | 2 700       | 0,1       | 3 800       | 0,2       | 29 400      | 1,0       | 25 000      | 1,1       | 26 298      | 1,3       | 68 867      | 3,64      |
| Всё население           | 1 905 936   | 1 905 936 | 2 079 948   | 2 079 948 | 2 351 903   | 2 351 903 | 2 503 145   | 2 503 145 | 2 665 770   | 2 665 770 | 2 377 383   | 2 377 383 | 2 067 887   | 2 067 887 | 1 893 223   | 1 893 223 |

### Языки
Государственный язык Латвийской Республики — латышский, один из балтийских языков индоевропейской языковой семьи. Распространён также русский язык, а среди латгальцев достаточно широко используется латгальский язык.
Помимо этого, в соответствии со статьёй 4 закона «О государственном языке», Латвийское государство обеспечивает сохранение, защиту и развитие ливского языка (как языка коренного финно-угорского народа Латвии — ливов).

### Религиозный состав
По данным Управления по делам религий, в Латвии зарегистрировано 14 религиозных объединений, включающих 719 общин и приходов (2006).
Основная часть религиозных латышей традиционно относится к протестантам (прежде всего — лютеранам), а также к католикам (латгальцы на востоке Латвии и суйты в Курземе). Кроме того, среди этнических латышей имеется небольшое количество православных.
Среди верующих русскоговорящих жителей Латвии главным образом распространено православие, включая старообрядчество.
Латвийское общество достаточно толерантно относится к разным религиозным течениям, а церковь не оказывает большого влияния на общественную жизнь.
Согласно докладу Министерства юстиции за 2012 год, количество прихожан в крупнейших религиозных организациях (больше 350 человек) было следующим:
- лютеране — 714 758 в ЛЕЛБ, 876 в небольших независимых группах (лютеране-немцы и лютеране аугсбургского толка);
- православные — 370 000; из неканонических организаций 240;
- католики — точные данные неизвестны, в 2008 году на странице католического Кафедрального собора указывалось 500 000 верующих;
- старообрядцы — 51 330; официально называется число членов приходов, обладающих правом голоса — 2345;
- баптисты — 7029;
- евангельские христиане — 4720 (две организации);
- адвентисты седьмого дня — 4034;
- пятидесятники — 3200;
- «Новое поколение» — 3020;
- новоапостольцы — 1273;
- мусульмане — оценивается[кем?] до 1000; официально 340;
- мормоны — 815;
- методисты — 760;
- диевтури — 670;
- свидетели Иеговы — 461;
- Армия спасения — 391;
- иудеи — 378.

## Экономика

Латвия является частью еврозоны (тёмно-синий) и единого рынка ЕС

Членство в Евросоюзе позволило Латвии заметно расширить торговые связи с европейскими государствами, особенно с Германией, Швецией и Великобританией. С 1 января 2025 года минимальный размер оплаты труда составляет € 740 (брутто) и € 623,46 (нетто) в месяц. С 2022 года минимальный размер оплаты труда врачей составляет € 1555 (брутто) и € 1132,23 (нетто), а медсестёр и фельдшеров € 1032 (брутто) и € 797,99 (нетто) в месяц. С 1 апреля 2023 года средняя заработная плата врачей составляет € 2083 (брутто) и € 1591,43 (нетто), а медицинских работников и лиц, оказывающих помощь пациентам, — € 1303 (брутто) и € 1032,95 (нетто) в месяц. По состоянию на июль 2024 года средний размер оплаты труда в Латвии составлял € 1739 (брутто), и € 1257 (нетто), при этом 15,35 % работающих получали менее € 700 (брутто), и € 586 (нетто) в месяц. Индекс Кейтца (отношение МРОТ к средней зарплате) по состоянию на июль 2024 года составляет около 40 %. 
Преимущества
В последние годы 70 % ВВП формируется за счёт сферы услуг. Страна относительно успешно прошла через шоковую терапию к стабильной рыночной экономике. Инфляция была снижена перед переходом на евро из-за маастрихстских критериев и остаётся низкой (менее 1 % в 2018 году). Национальная валюта, лат, была отменена с переходом на евро (2014). Страна — член единого рынка ЕС, имеет относительно высокие темпы экономического роста (выше среднего по ЕС) и низкий государственный долг (ниже среднего по ЕС). Здесь относительно дешёвая и хорошо образованная, в сравнении со странами ЕС, рабочая сила. В условиях падения уровня безработицы и усиления дефицита рабочей силы, рост заработной платы по состоянию на 2019 год не сдерживается замедлением темпов экономического роста.
Слабые стороны
Энергоснабжение зависит от импорта нефтепродуктов, газа и электроэнергии. Скудная сырьевая база. Самая большая проблема (как и в других странах — новых членах ЕС) — увеличивающийся с каждым годом дефицит трудоспособной рабочей силы и рост количества пенсионеров в структуре населения в связи с низкой рождаемостью и высокой эмиграцией населения в более богатые страны ЕС, что в свою очередь заставляет работодателей больше платить персоналу, тем самым искусственно повышая зарплаты и увеличивая дисбаланс между производительностью и оплатой труда. Основные экспортные товары Латвии (2011): электрические машины и оборудование — 6,9 %, машины и механизмы — 5,4 %, железо и нелегированная сталь — 5,2 %, пиломатериалы — 4,8 %, фармацевтическая продукция — 4,1 %, железные и стальные изделия — 3,2 %, первичная продукция из железа и стали (гранулированная и порошкообразная продукция) — 2,8 %, лес-кругляк — 2,6 %, трикотаж и текстиль — 2,5 %, цветные металлы и их изделия — 2,5 %.
Латвия подписала соглашение с Литвой и Эстонией об учреждении таможенного союза, и поэтому объём торговли между этими странами достаточно большой.

### История экономики
За прошедшие после восстановления независимости годы Латвия провела серьёзные экономические реформы, восстановила в обращении собственную валюту лат в 1992 году, провела приватизацию и вернула многоквартирные жилые дома прежним владельцам (денационализация).
Экономика стабильно поднималась на 5—7 % в год (в 2006 году — 12,6 %, в 2007 году — 10,3 %) до начала экономического кризиса.
По итогам 2007 года Латвия по темпам роста ВВП находилась на третьем месте на постсоветском пространстве. Опережали Латвию среди стран постсоветского пространства только Азербайджан и Армения.
Годовой рост ВВП:
|                                       | 2000  | 2001  | 2002  | 2003  | 2004  | 2005   | 2006   | 2007  | 2008   | 2009    | 2010   | 2011  | 2012 | 2013  | 2014  | 2015  | 2016  | 2017  | 2018  | 2019 |
| ------------------------------------- | ----- | ----- | ----- | ----- | ----- | ------ | ------ | ----- | ------ | ------- | ------ | ----- | ---- | ----- | ----- | ----- | ----- | ----- | ----- | ---- |
| Латвия                                | 5,4 % | 6,4 % | 7,1 % | 8,4 % | 8,3 % | 10,6 % | 11,8 % | 9,9 % | −3,5 % | −14,4 % | −3,9 % | 6,3 % | 4 %  | 2,4 % | 1,8 % | 2,9 % | 4,6 % | 4,7 % | 3,1 % |      |
| Data from International Monetary Fund |       |       |       |       |       |        |        |       |        |         |        |       |      |       |       |       |       |       |       |      |

ВВП по ППС на душу населения:
|                                       | 2000  | 2001  | 2002   | 2003   | 2004   | 2005   | 2006   | 2007   | 2008   | 2009   | 2010   | 2011   | 2012   | 2013   | 2014   | 2015   | 2016   | 2017   | 2018   | 2019  |
| ------------------------------------- | ----- | ----- | ------ | ------ | ------ | ------ | ------ | ------ | ------ | ------ | ------ | ------ | ------ | ------ | ------ | ------ | ------ | ------ | ------ | ----- |
| Латвия                                | 8,923 | 9,825 | 10,838 | 12,083 | 13,577 | 15,682 | 18,255 | 20,794 | 20,605 | 18,010 | 17,852 | 19,816 | 21,318 | 22,449 | 23,559 | 24,708 | 25,716 | 27,685 | 29,901 | 31,49 |
| Data from International Monetary Fund |       |       |        |        |        |        |        |        |        |        |        |        |        |        |        |        |        |        |        |       |

Латвия является членом Всемирной торговой организации с 1999 года и членом Европейского союза с 2004 года. 1 января 2014 года Латвия перешла с национальной валюты — лата на евро. 2 июня 2016 года Латвия стала 35-м членом Организации экономического сотрудничества и развития. Согласно статистике в конце 2013 года 45 % населения поддержали введение евро, а 52 % были против. После введения евро опросы Eurobarometer в январе 2014 года показали, что поддержка евро составляет около 53 %, что близко к среднему европейскому уровню.
С 2000 года в Латвии был один из самых высоких темпов роста ВВП в Европе. Однако рост, обусловленный главным образом потреблением в Латвии, привёл к обвалу латвийского ВВП в конце 2008 и начале 2009 года, усугублённом глобальным экономическим кризисом, нехваткой кредитов и огромными денежными средствами, использованными для спасения банка Parex. ВВП Латвии снизился на 18 % за первые 3 месяца 2009 года, самое большое снижение в Европейском союзе.

Рост реального ВВП в Латвии с 1996 по 2006 год

Экономический кризис 2009 года подтвердил ранее высказанные предположения о том, что быстрорастущая экономика движется к разрушению экономического пузыря, поскольку он был обусловлен главным образом ростом внутреннего потребления, финансируемым за счёт серьёзного увеличения частного долга, а также негативным внешнем торговым балансом. Цены на недвижимость, которые некоторое время росли примерно на 5 % в месяц, долгое время считались слишком высокими для экономики, которая в основном производит товары и сырьё по низкой цене.
Приватизация в Латвии по сути завершена. Практически все ранее принадлежавшие государству малые и средние компании были приватизированы, в результате чего осталось лишь небольшое количество политически чувствительных крупных государственных компаний. На частный сектор в 2000 году приходилось около 68 % от ВВП страны.
Иностранные инвестиции в Латвии все ещё скромны по сравнению с уровнями в северно-центральной Европе. Закон, расширяющий возможности продажи земли, в том числе иностранцам, был принят в 1997 году. Представляя 10,2 % от общего объёма прямых иностранных инвестиций Латвии, американские компании инвестировали $ 127 млн в 1999 году. В том же году США экспортировали на 58,2 млн $ товаров и услуг в Латвию и импортировано $ 87,9 млн. Стремясь присоединиться к западным экономическим институтам, таким как Всемирная торговая организация, ОЭСР и Европейский союз, Латвия подписала Европейское соглашение с ЕС в 1995 году, с 4-летним переходным периодом. Латвия и США подписали договоры об инвестициях, торговле и защите интеллектуальной собственности и об избежании двойного налогообложения.

### Экономический спад и восстановление (2008—2012)

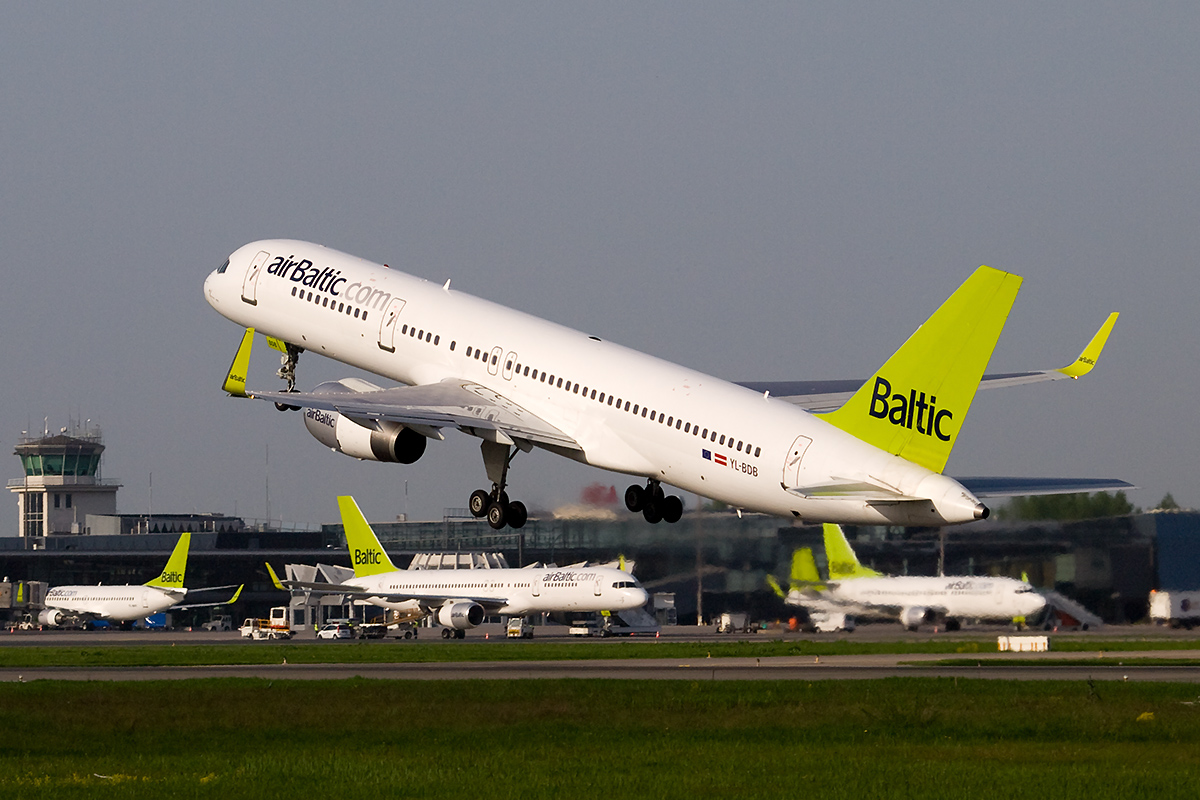
Boeing 757 компании airBaltic взлетает в международном аэропорту Рига

Бурный рост цен на рынке недвижимости, связанный с лёгким получением ипотечных кредитов в латвийских банках и очень активной спекуляцией на рынке был одним из факторов роста инфляции, спровоцировал обвал на латвийском рынке недвижимости. Цены на жильё в Латвии во втором квартале 2008 года по сравнению с соответствующим периодом 2007 года обрушились на 24,1 %. Латвийская экономика вступила в фазу фискального сокращения во второй половине 2008 года после продолжительного периода спекуляций на основе кредитов и нереального роста стоимости недвижимости. Например, дефицит национального счёта за 2007 год составлял более 22 % ВВП за год, в то время как инфляция составляла 10 %.
Уровень безработицы в Латвии резко вырос в этот период с 5,4 % в ноябре 2007 года до более 22 % в апреле 2010 года в Латвии был самый высокий уровень безработицы в ЕС — 22,5 %, опередив Испанию, которая имела 19,7 %.
П. Кругман, лауреат Нобелевской премии по экономике за 2008 год, написал в своей колонке в газете «Нью-Йорк Таймс» 15 декабря 2008 года:

Наиболее острые проблемы находятся на периферии Европы, где многие малые экономики переживают кризисы, сильно напоминающие прошлые кризисы в Латинской Америке и Азии: Латвия — новая Аргентина.

Однако к 2010 году экономисты отметили признаки стабилизации в латвийской экономике. Рейтинговое агентство Standard & Poor's повысило прогноз по долгам Латвии с негативного до стабильного. Текущий счёт Латвии, который имел дефицит в 27 % в конце 2006 года, был профицитным в феврале 2010 года. Кеннет Орчард, старший аналитик Moody's Investors Service, утверждал, что:

Укрепление региональной экономики поддерживает латвийское производство и экспорт, в то время как резкое колебание баланса текущих операций свидетельствует о том, что «внутренняя девальвация» страны работает.

В результате антикризисных мероприятий в первом квартале 2012 года прирост внутреннего валового продукта (ВВП) по данным Центрального статистического управления по сравнению с тем же периодом 2011 года составил 6,8 %. В 2012 году Международный валютный фонд (МВФ) обнародовал первый доклад о надзоре после окончания программы финансовой помощи Латвии, в котором отмечал, что латвийская экономика быстро восстанавливается с 2010 года, после глубокого спада в 2008—2009 годах.
Рост реального ВВП на 5,5 % в 2011 году был обусловлен ростом экспорта и восстановлением внутреннего спроса. Темпы роста продолжались в 2012 и 2013 годах, несмотря на ухудшение внешних условий, и ожидается, что экономика вырастет на 4,1 % в 2014 году. Уровень безработицы снизился со своего пика в более чем 20 % в 2010 году до примерно 9,3 % в 2014 году.

### Крупные предприятия
- airBaltic — национальная авиакомпания.
- Aldaris — компания по производству пива и безалкогольных напитков.
- Grindex — второе по величине[118] фармацевтическое предприятие стран Балтии.
- Laima — предприятие по производству шоколадных изделий, принадлежит норвежскому концерну Orkla (2015)[119].
- Latvijas dzelzceļš — государственный железнодорожный концерн.
- Latvijas Finieris — крупное деревообрабатывающее предприятие.
- Latvijas Gāze — единственный в Латвии оператор по транспортировке (передаче), хранению, распределению и реализации природного газа (до либерализации рынка в 2017 году).
- Latvijas Pasts — национальный оператор почтовой связи.
- Tet — оказание услуг в сфере телекоммуникаций.
- Latvenergo — крупнейший поставщик электроэнергии в Латвии.
- MikroTik — производитель сетевого оборудования.
- Olainfarm — крупнейшее[120] фармацевтическое предприятие стран Балтии.
- Rīgas piena kombināts — производство молочной продукции.
- Rīgas Miesnieks — предприятие по производству мясных изделий.
- Spilva — компания по переработке овощей и фруктов (производит кетчупы, соусы, джемы, майонезы и др.).

### Инфраструктура
Автомобильный код Латвии — LV.

Автомобильные номерные знаки Латвии

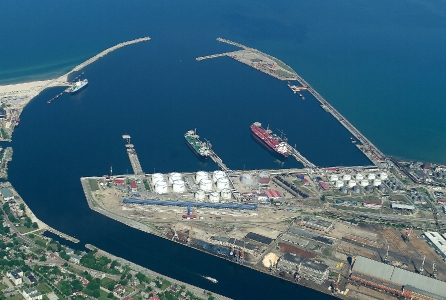
Вентспилсский свободный порт

Транспортный сектор составляет около 14 % от внутреннего валового продукта. Транзит между Россией, Беларусью, Казахстаном, а также другими западными и восточными странами.
В Латвии восемь морских портов, из которых три самых крупных — Вентспилсский свободный порт, Рижский свободный порт и Лиепайский порт. Большинство транзитных перевозок составляет сырая нефть и нефтепродукты. Вентспилсский порт является самым оживлённым портом в странах Балтии. Помимо дорог и железнодорожных путей, Вентспилс также являлся важным звеном в экспорте российской нефти через Балтийское море.
Рижский международный аэропорт самый крупный аэропорт в странах Балтии по объёму грузовых и пассажирских перевозок. Рижский международный аэропорт обслуживает почти половину (49 %) всех пассажиров балтийских столиц. Для сравнения, в 2016 году аэропорт Таллина (Эстония) обслужил 21 % всех пассажиров и аэропорт Вильнюса (Литва) обслужил 30 %. Аэропорт имеет прямые рейсы более чем в 80 направлениях в 30 странах мира. AirBaltic является латвийской национальной авиакомпанией. В течение последних лет государственное акционерное общество Рижский международный аэропорт стал одним из наиболее быстро развивающихся аэропортов в Европе. Так, в аэропорту в 2016 году было обслужено 5,4 млн пассажиров, в 2019 году — 7,8 млн. Латвийская национальная авиакомпания AirBaltic четыре года подряд признавалась самым пунктуальным авиаперевозчиком в мире. Исследовательское общество воздушного транспорта (The Air Transport Research Society) признало Рижский международный аэропорт самым конкурентоспособным аэропортом в Европе, исходя из затрат и структуры тарифов на одного пассажира.
Основная сеть Латвийской железной дороги имеет протяжённость 1860 км, из которых 1826 км — железная дорога «русской колеи» 1520 мм (251 км — электрифицирован), что делает её самой длинной железнодорожной сетью в странах Балтии. Сеть железных дорог Латвии в настоящее время несовместима с европейской стандартной колеёй. В стадии строительства находится железная дорога Rail Baltica (Хельсинки — Таллин — Рига — Каунас — Варшава).
Национальная дорожная сеть в Латвии насчитывает 1675 км главных автодорог, 5448 км региональных автодорог и 12880 км местных автодорог. Муниципальные дороги в Латвии насчитывают 29975 км дорог и 8271 км улиц. Наиболее известными являются дороги А1 (европейский маршрут E67), соединяющие Варшаву и Таллин, а также европейский маршрут E22, соединяющий Вентспилс и Терехова. В 2019 году в Латвии было зарегистрировано 727 164 автомобиля.
Латвия имеет три больших гидроэлектростанции: Плявиньская ГЭС (825 МВт), Рижская ГЭС (402 МВт) и Кегумсская ГЭС (192 МВт). В последние годы построено несколько десятков ветряных электростанций, а также электростанций различной мощности, работающих на биогазе или биомассе.
В Латвии находится Инчукалнское газохранилище, одно из крупнейших подземных хранилищ газа в Европе и единственное в странах Балтии.

### Связь
На территории Латвии действуют три оператора мобильной связи: LMT, Tele2 и Bite.

## Образование
Латвийское общество отличается высоким уровнем образования. Если исключить детей, только учащихся в школе, то по состоянию на 2000 год только 2,8 % населения Латвии имеют уровень образования ниже 4 классов. Самая высокая пропорция людей с высшим образованием в Риге (20,1 %), Юрмале (14,5 %) и Елгаве (13,5 %).
В стране действуют государственные школы с изучением ряда предметов на языках национальных меньшинств Латвии.

### Высшие учебные заведения
- Латвийский университет;
- Рижский технический университет;
- Рижский университет имени Страдыня;
- Латвийская академия художеств;
- Латвийский университет бионаук и технологий;
- Даугавпилсский университет;
- Латвийская музыкальная академия имени Язепа Витола;
- Латвийская морская академия;
- Высшая бизнес-школа «Turība»;
- Латвийская академия культуры;
- Латвийская спортивная педагогическая академия;
- Лиепайский университет;
- Рижский институт аэронавигации;
- Рижская педагогическая академия (присоединена к ЛУ в 2017 году);
- Балтийская международная академия;
- Институт транспорта и связи;
- Рижская международная школа экономики и делового администрирования;
- Латвийская христианская академия;
- Институт менеджмента информационных систем;
- Высшая школа экономики и культуры;
- Высшая школа психологии.

## Культура и искусство

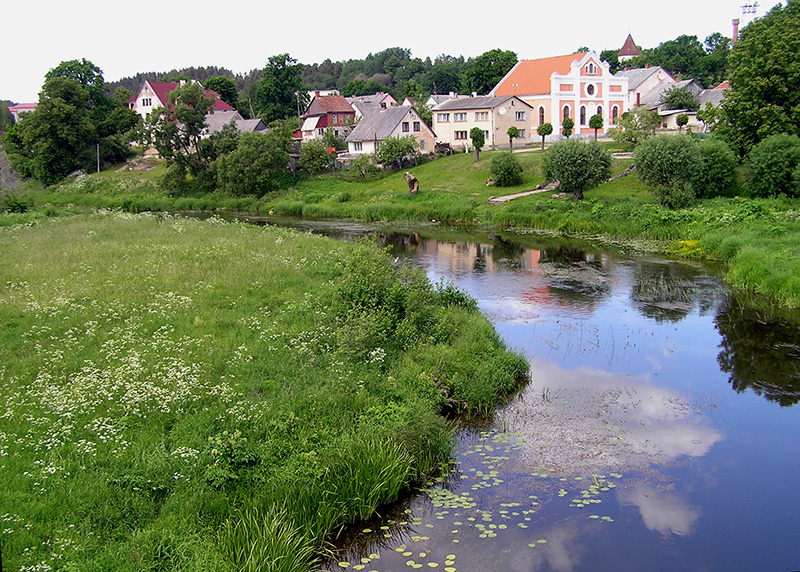
Латвийский пейзаж в Сабиле

Пример критики Латвийской литературы в СССР, из БСЭ:

Латышская литература опиралась на богатые традиции родного фольклора — народных песен, сказок, легенд. Самое полное первое издание латышских народных песен «Латышские дайны» (т. 1—6, 1894—1915) составлено латышским фольклористом Кр. Бароном (1835—1923). «Песенки» (1856) Ю. А. Алунана (1832—64) положили начало латышской национальной письменной поэзии. Творчество представителей т. н. народного романтизма — Аусеклиса (М. Крогземиса, 1850—1879) и А. Пумпура (1841—1902), автора эпоса «Лачплесис» (1888), — носило ярко выраженный антифеодальный характер. В нём отразились идеи национально-освободительного движения. Первые значительные достижения латышской прозы — роман «Времена землемеров» (1879) братьев Матиса (1848—1926) и Рейниса (1839—1920) Каудзит и рассказы Апсишу Екаба (Я. Яунземиса, 1858—1929) о жизни деревни. Творчество латышских писателей испытывало влияние русского реализма. Начало латышской драматургии положил А. Алунан (1848—1912) в 1870—1880-х годах.

Второй пласт латышской культуры сформировался после 1945 году за пределами Латвии среди приблизительно 120 тыс. эмигрантов, создавших латышские общины в Швеции, Германии, США, Канаде и Австралии. Оживлённая культурная деятельность латышей, включавшая издание литературы, продолжалась во всех этих странах.

Кришьянис Барон — латвийский писатель, фольклорист и общественный деятель, собиратель дайн — латышских народных песен

До XIX века городская культура Латвии была по большей части продуктом немецкоговорящей политической и общественной элиты. Латышское крестьянство имело самобытные устные предания на собственном языке, состоявшие в основном из народных песен и былин. Заметным достижением национальной культуры было издание Э. Глюком в 1694 году латышского перевода Библии.
Взаимоотношения между городской и крестьянской культурами коренным образом изменились в середине XIX века, когда латыши, получившие университетское образование, такие, как Атис Кронвалдс (1837—1875), потребовали равноправия языков и призвали к созданию полноценной латышской литературы.
Включение Латвии в состав СССР привело к советизации всех сфер культурной жизни, включая систему образования. Новые поколения латышей воспитывались в убеждении, что советская латышская культура представляет собой высшую стадию национального культурного развития. Официально одобренным направлением стал социалистический реализм в литературе и изобразительном искусстве.

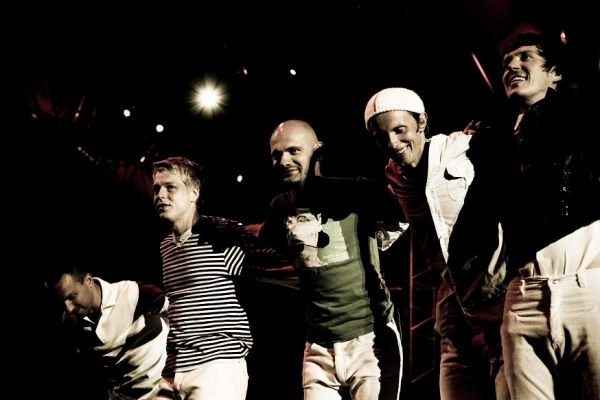
Латвийская группа Brainstorm

В Советском Союзе проводилась плановая и целенаправленная работа по интеграции всех национальных культур. Составной частью этой работы были переводы национальных писателей на языки других народов СССР, в первую очередь на русский. Благодаря этой работе жители СССР получили возможность познакомиться с национальной латышской литературой и другими достижениями латышской культуры в переводе. Книги латышских писателей: Лациса, Упита, Гривы, Судрабкална, Кемпе, Зиедониса, Григулиса, Скуиня, Вациетиса и др. переведены на языки народов СССР: эстонский, литовский, белорусский, туркменский, узбекский, украинский, грузинский, казахский, киргизский и др., а также на иностранные языки. Общий тираж произведений Лациса на русском языке составил около 10 млн экземпляров, а произведений Упита — более 3 млн экземпляров.
Радикальные изменения произошли во второй половине 1980-х годов. С приходом гласности издатели и писатели отбросили старые ограничения и стали публиковать запрещённые произведения. К 1989 году престиж писателей и журналистов значительно вырос благодаря средствам массовой информации. Одними из инициаторов создания Народного фронта Латвии стали деятели культуры, такие, как Я. Петерс, который в течение некоторого времени был латвийским послом в России, и В. Авотиньш.

### Кухня
Из блюд латвийской кухни, пользующихся популярностью, можно назвать кислый молочный суп, хлебный суп, а также путру и капусту. Много разнообразных блюд готовят в Латвии из кочанной капусты, всевозможных свежих и квашеных овощей, свекольной ботвы, щавеля и других дикорастущих растений. Широко используют латвийские кулинары горох и бобы. Популярен отварной серый горох (культивируется только в Латвии) с жареным шпиком.
Среди традиционных продуктов — Янов сыр, который делается из творога и свежего молока с добавлением сливочного масла, яиц и тмина. Название получил от Янова дня, этот сыр традиционно готовится к этому празднику.

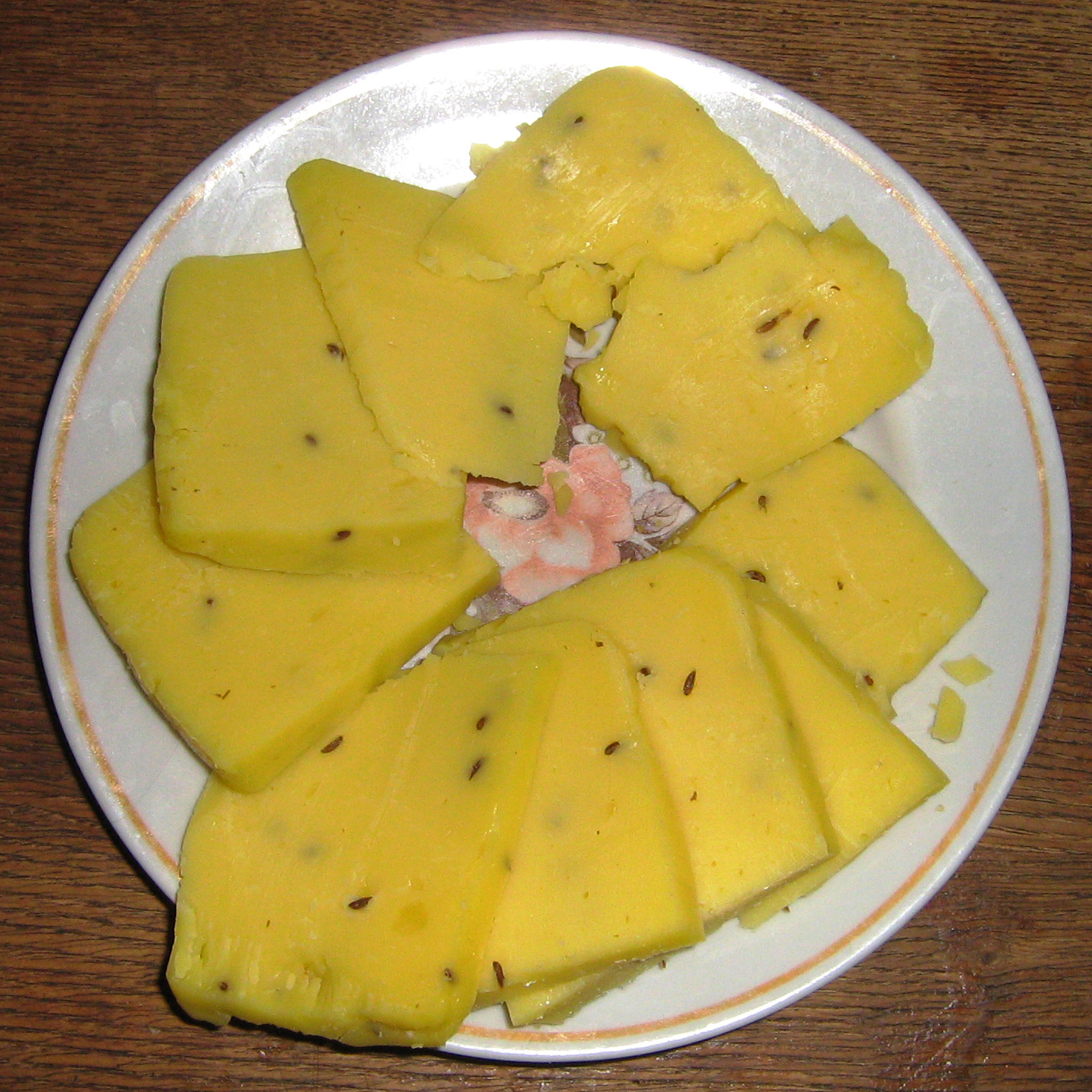
Сыр с тмином традиционно подаётся на празднике Лиго
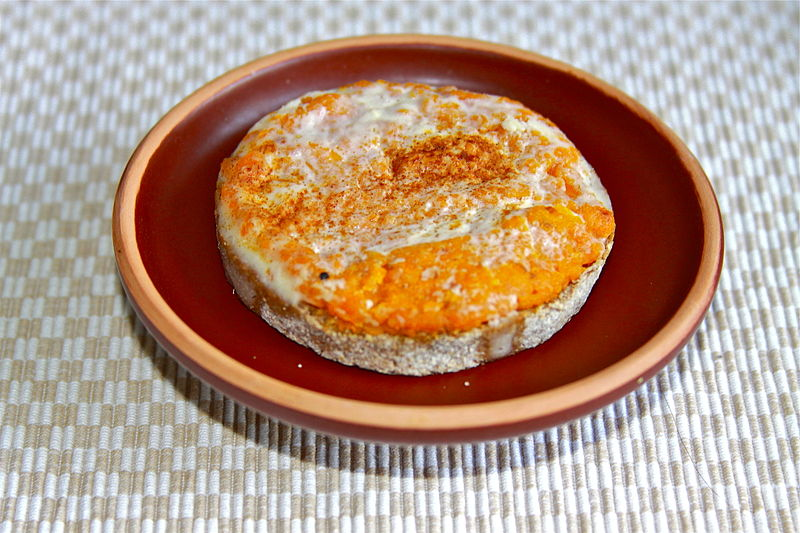
Курземская выпечка Скландраусис, старинное блюдо латышской кухни
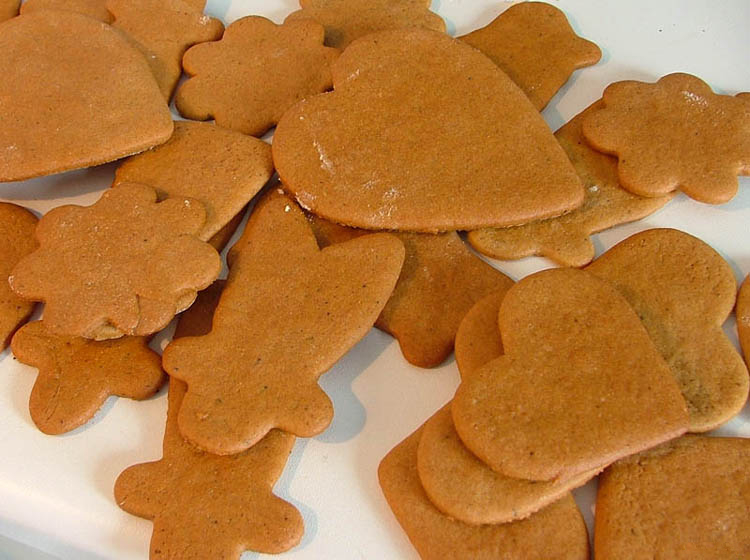
Традиционное латвийское печенье Пипаркукас
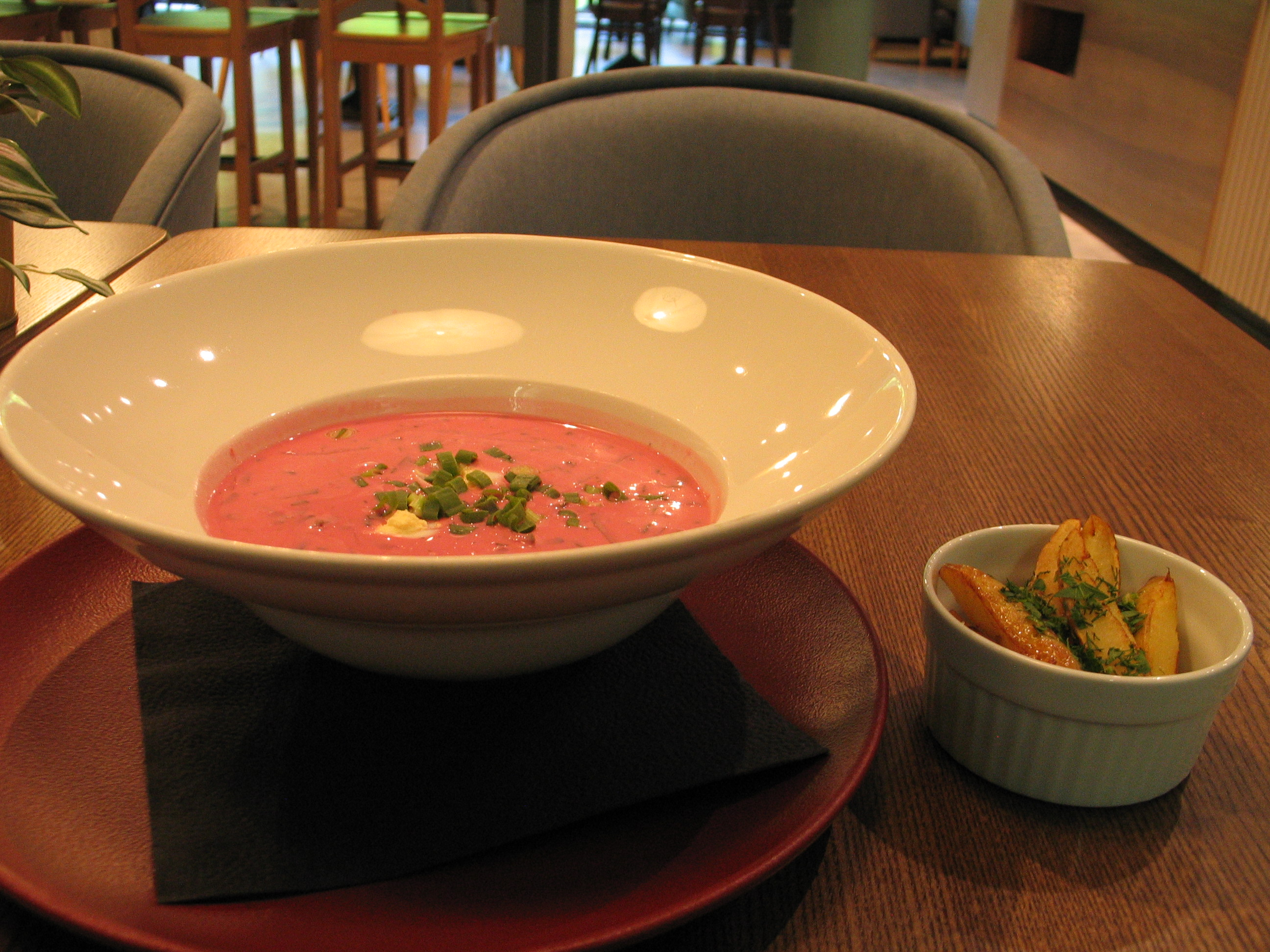
Холодный суп
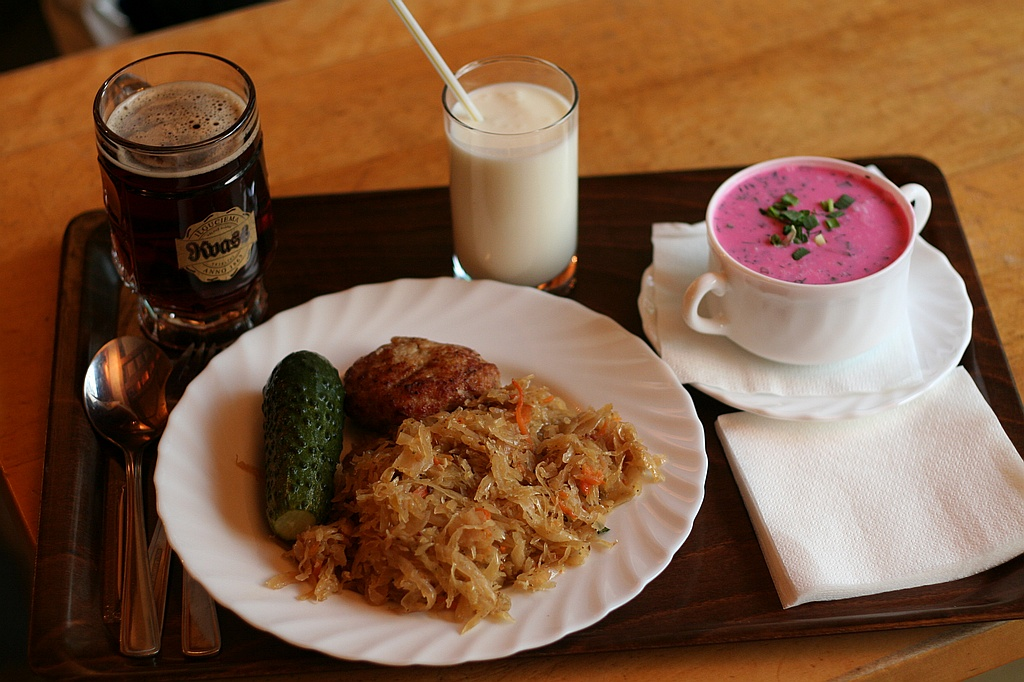
Обед из «холодного» супа, тушёной капусты, котлеты, огурца, кефира и кваса

## СМИ
Информационные агентства:
- LETA;
- BNS (Baltic News Service).

### Печатные СМИ
Периодические издания начали появляться в Латвии в начале XVIII века, одним из основоположников периодики был пастор Иоганн Трей.
Газеты:
- Diena;
- Neatkarīgā Rīta Avīze;
- Dienas Bizness;
- Бизнес & Балтия;
- Latvijas Avīze;
- The Baltic Times;
- Сегодня;
- МК Латвия;
- Вести;
- Sporta avīze;
- Baltische Rundschau.

Журналы:
- IR (журнал);
- Открытый город;
- Бизнес-Класс (журнал);
- Телеграф (газета и журнал);
- Балтийский курс (журнал и портал);
- Klubs;
- Лилит;
- Патрон;
- Pastaiga;
- Kas Jauns (журнал и портал).

### Электронные СМИ
- Национальный совет по электронным СМИ (НСЭСМИ)[133].

Интернет-порталы:
- DELFI.lv;
- Открыто.lv;
- Meduza;
- TvNet (Rus);

### Телевизионные компании
- LTV:
  - LTV1;
  - LTV7.
- Re:TV;
- Rīga TV24
- Viasat:
  - TV3;
  - TV3+;
  - TV6 Latvia;
  - LNT.

### Радиостанции
см. Список радиостанций Латвии

## Спорт
За сборную Латвии выступали такие хоккеисты, как Х. Балдерис, А. Ирбе, С. Озолиньш, С. Жолток, К. Скрастиньш и др. «Динамо» Рига является сильнейшим хоккейным клубом страны (до сезона 2021/22 клуб выступал в Континентальной хоккейной лиге). В 2006 и 2021 годах в Риге прошли чемпионаты мира по хоккею с шайбой.
Другие популярные виды спорта в Латвии: футбол, волейбол, теннис, велосипедный спорт, бобслей, санный спорт и тяжёлая атлетика.
Наивысшим достижением сборной Латвии по футболу является выход в финальную часть чемпионата Европы 2004 года, где она смогла добиться ничьи с командой Германии. На клубном уровне отличились 14-кратный чемпион страны «Сконто» (ныне не существует) и «Вентспилс», в сезоне 2009/10 вышедший в групповой этап Лиги Европы.
Также популярен спидвей, в котором сборная Латвии в 2013 году впервые вышла в полуфинал Кубка мира. Спидвейный клуб «Локомотив» находится в городе Даугавпилсе.
Латвия участвует в зимних и летних Олимпийских играх. Наиболее успешным олимпийским спортсменом в истории независимой Латвии является М. Штромбергс, который стал двукратным олимпийским чемпионом в 2008 и 2012 годах в соревновании по BMX.
По данным Латвийской федерации бобслея и скелетона (ЛФБС) латвийские спортсмены 250 раз поднимались на пьедестал почёта в санных видах спорта. Это лучший показатель в спортивной истории Латвии.

### Комментарии
1. ↑  По условиям Брестского мира 3 марта 1918 Латвия перешла под контроль Германской империи, от которой стала независимой после её поражения в I мировой войне.
2. ↑  До 2013 года — латвийский лат.
3. ↑  Создано как блок двух партий, в 2011 году преобразовано в партию
4. ↑  Входящий в объединение «Крестьянский союз Латвии» считает себя преемником одноимённой партии, основанной в 1917 году и запрещённой в 1934 году
5. ↑  Создано как блок трёх партий, в 2011 году преобразовано в партию
6. ↑  Екабпилс, Огре и Валмиера являются так называемыми «государственными городами», однако они также входят в состав соответствующих краёв.